# Bảo tàng Quốc gia Tokyo
Bảo tàng Quốc gia Tokyo (東京国立博物館 Tōkyō Kokuritsu Hakubutsukan) là một bảo tàng nghệ thuật ở Công viên Ueno thuộc phường Taitō của Tokyo, Nhật Bản. Đây là một trong bốn bảo tàng  điều hành bởi Viện Di sản Văn hóa Quốc gia (ja: 国立 文化 財 機構), được coi là bảo tàng quốc gia lâu đời nhất ở Nhật Bản, là bảo tàng nghệ thuật lớn nhất ở Nhật Bản, và là một trong những bảo tàng nghệ thuật lớn nhất trên toàn thế giới. Bảo tàng thu thập, bảo tồn và trưng bày một bộ sưu tập toàn diện các tác phẩm nghệ thuật và đồ vật văn hóa của châu Á, tập trung vào nghệ thuật Nhật Bản thời cổ đại và trung cổ và nghệ thuật châu Á dọc theo Con đường Tơ lụa. Ngoài ra còn có một bộ sưu tập lớn các tác phẩm nghệ thuật Phật giáo Greco. Bảo tàng lưu giữ hơn 110.000 Tài sản Văn hóa, bao gồm 89 Bảo vật Quốc gia Nhật Bản, 319 Kho báu Horyuji và 644 Tài sản Văn hóa Quan trọng.  Ngoài ra, bảo tàng còn lưu giữ hơn 3000 tài sản văn hóa do các cá nhân và tổ chức ký gửi, bao gồm 55 bảo vật quốc gia và 253 tài sản văn hóa quan trọng (tính đến tháng 3 năm 2019). Bảo tàng cũng tiến hành nghiên cứu và tổ chức các sự kiện giáo dục liên quan đến bộ sưu tập của mình.
Các cơ sở bao gồm Honkan, tổ chức Phòng trưng bày Nhật Bản; Heiseikan và Hyokeikan, tổ chức các cuộc triển lãm đặc biệt; Toyokan, tổ chức Phòng trưng bày Châu Á; Phòng trưng bày Kho báu Horyuji, lưu giữ những di vật quan trọng được bảo tồn ban đầu tại Đền Horyu của Nara; Nhà tưởng niệm Kuroda, nơi lưu giữ bộ sưu tập các tác phẩm của Seiki Kuroda; và Trung tâm Nghiên cứu và Thông tin. Có các nhà hàng và cửa hàng trong khuôn viên của bảo tàng, cũng như các cuộc triển lãm ngoài trời (bao gồm cả Kuromon) và một khu vườn, nơi du khách có thể thưởng ngoạn quang cảnh Tokyo theo mùa.
Bảo tàng này lưu trữ các tài sản văn hóa của Nhật Bản về nghệ thuật hiện đại, khảo cổ học và dân tộc học, và các tài sản văn hóa do gia đình hoàng gia tặng cho nhà nước, nhưng nhiều tài sản thuộc sở hữu của nhà nước được lưu trữ nhiều hơn trong ba Bảo tàng Nghệ thuật Hiện đại Quốc gia,  Bảo tàng Lịch sử Quốc gia Nhật Bản và Bảo tàng Bộ sưu tập Hoàng gia. Nghệ thuật phương Tây ngoài phạm vi quyền hạn của bảo tàng được đặt trong Bảo tàng Quốc gia Mỹ thuật phương Tây.

## Lịch sử

### Triển lãm Yushima Seido
Bảo tàng quốc gia Tokyo là bảo tàng quốc gia lâu đời nhất ở Nhật Bản. Nguồn gốc của nó có thể là từ Yushima Seido hoặc Shoheizaka Exhibition, một cuộc triển lãm công khai các tác phẩm nghệ thuật hoàng gia và các mẫu vật khoa học do Bộ phận Bảo tàng của Bộ Giáo dục tổ chức từ ngày 10 tháng 3 đến ngày 30 tháng 4 năm 1872 năm thứ 5 của Thời Minh Trị. Tính xác thực của các vật phẩm đã được xác minh bởi Cuộc khảo sát Jinshin gần đây, cuộc khảo sát này đã lập danh mục và xác minh các tài sản của hoàng gia, quý tộc và đền thờ trên khắp đất nước. Okuma Shigenobu, Sano Tsunetami và một vài người người khác đã đạo diễn chương trình, cuộc triển lãm năm 1872 là phiên bản mở rộng của triển lãm năm 1871 tại Trường Kaisei Tokyo (ngày nay là Đại học Tokyo) để chuẩn bị cho triển lãm quốc tế tại Hội chợ Thế giới Viên 1873 kỷ niệm Franz Joseph I năm thứ 25 trên cương vị hoàng đế. Nhật Bản quyết định tôn trọng lời mời của họ, chủ yếu để nâng cao vị thế quốc tế của các nhà sản xuất Nhật Bản và thúc đẩy xuất khẩu; 24 kỹ sư cũng đã được cử đi cùng phái đoàn để học kỹ thuật phương Tây tiên tiến tại hội chợ để sử dụng trong công nghiệp Nhật Bản. Các sản phẩm quan trọng nhất của mỗi tỉnh ở Nhật Bản đã được liệt kê và thu thập hai mẫu vật của mỗi loại, một mẫu để trưng bày ở Vienna và mẫu còn lại để bảo quản và trưng bày tại một bảo tàng mới. Cuộc triển lãm năm 1872 được tổ chức ở Taiseiden Hall của đền Khổng giáo trước đây tại Yushima Seido trong khu phố Shoheizaka, mở cửa hàng ngày từ 9 giờ sáng đến 4 giờ chiều và thu hút khoảng 150.000 người. Cuộc triển lãm năm 1873 ở Vienna, ngoài bộ sưu tập các đồ vật trong vùng, còn có một vườn Nhật Bản đầy đủ với  đền Nhật Bản, mô hình chùa Yanaka tại Hoàng thành Tokyo, tượng shachi vàng từ Lâu đài Nagoya, và một bản sao papier-maché của Phật Kamakura. Năm tiếp theo, Sano đã biên soạn một báo cáo về hội chợ thành 96 tập, chia thành 16 phần. Gottfried Wagener, một nhà khoa học người Đức khi đó đang làm việc tại Tokyo, đã viết các báo cáo của mình về "Bảo tàng nghệ thuật về nghệ thuật và các nghề thủ công khác nhau" và "Sự thành lập của Bảo tàng Tokyo", đưa ra lập luận gay gắt về việc thành lập một bảo tàng trên đường phía tây ở thủ đô Nhật Bản.

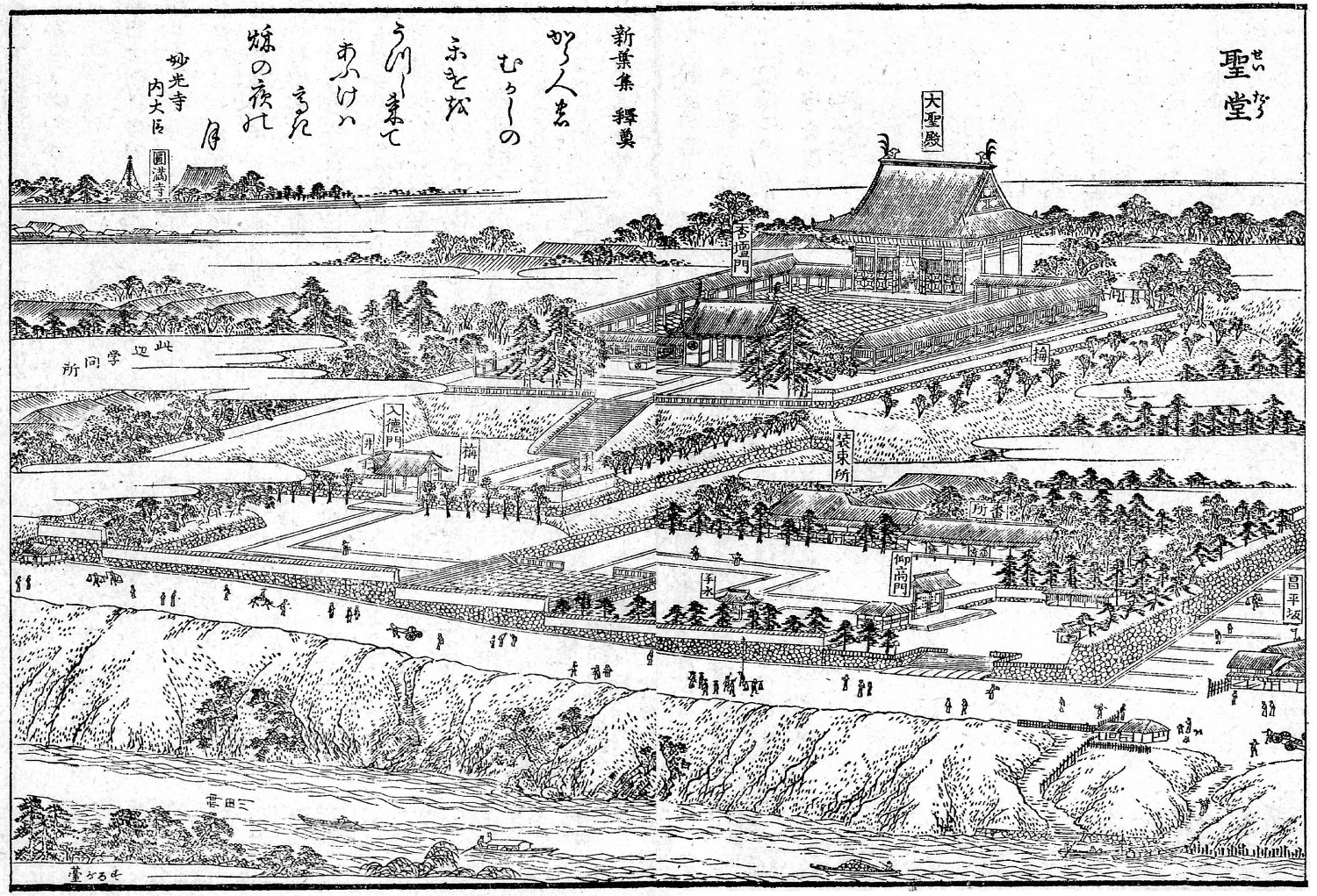
Yushima Seido cổ (1830)
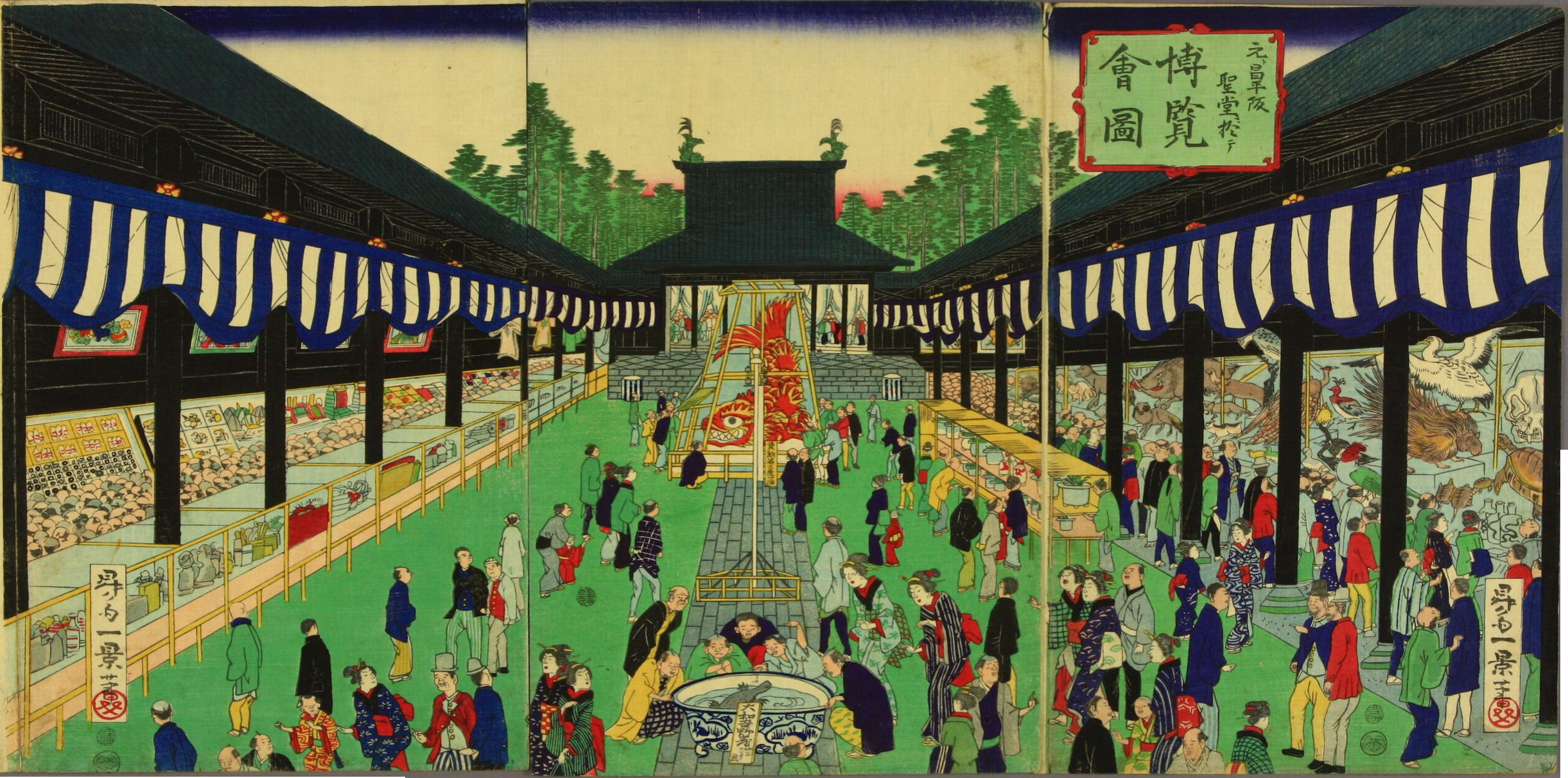
Triển lãm Yushima Seido năm 1872. Tranh tam liên họa ukiyo-e của Ikkei Shosai
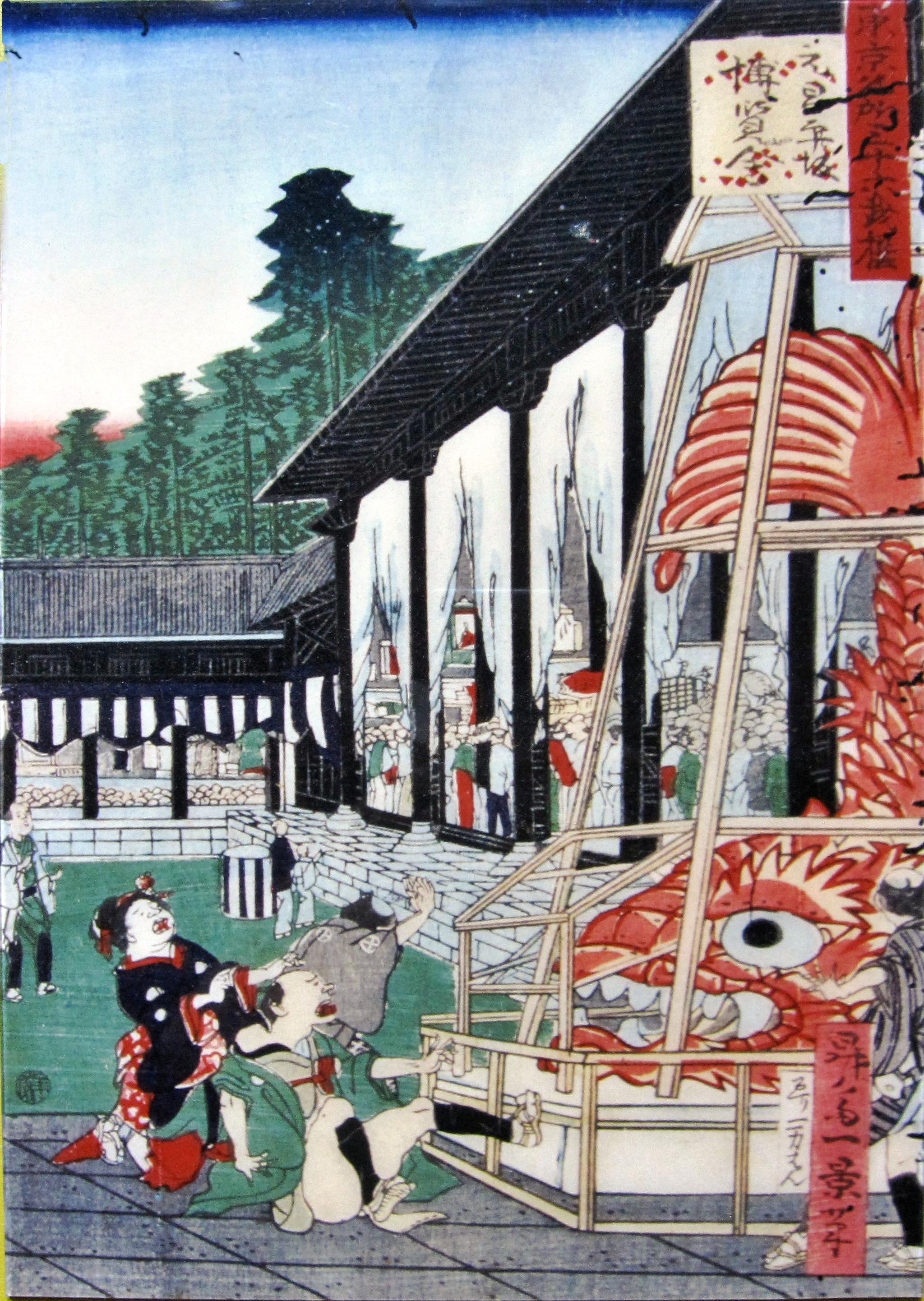
Các nam thần của lâu đài Nagoya tại triển lãm. Bản in ukiyo-e của Shosai.
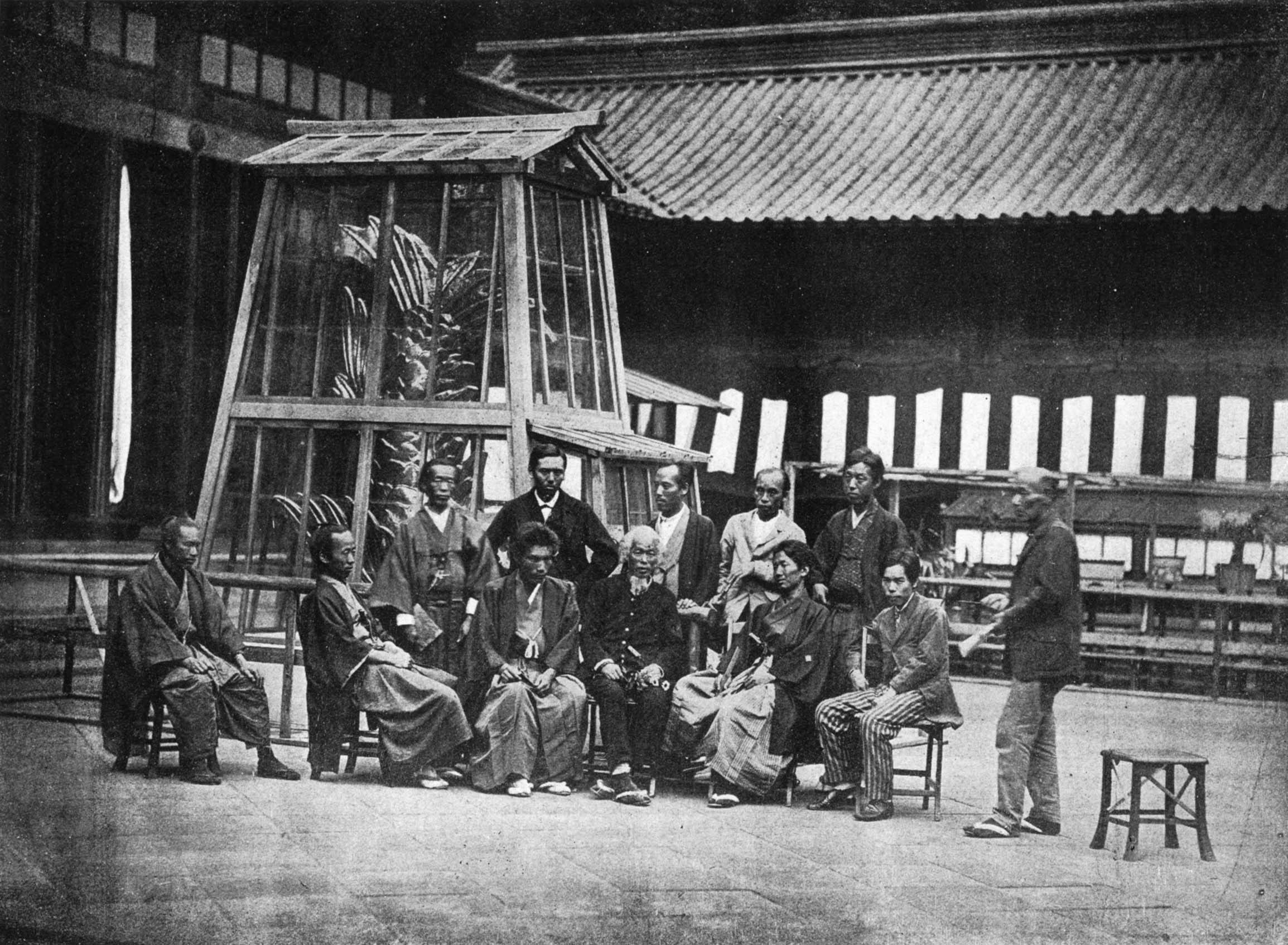
Các giám đốc của buổi triển lãm, trước tượng shachi vàng ở sân Taiseiden (1872)

### Bảo tàng Uchiyamashita

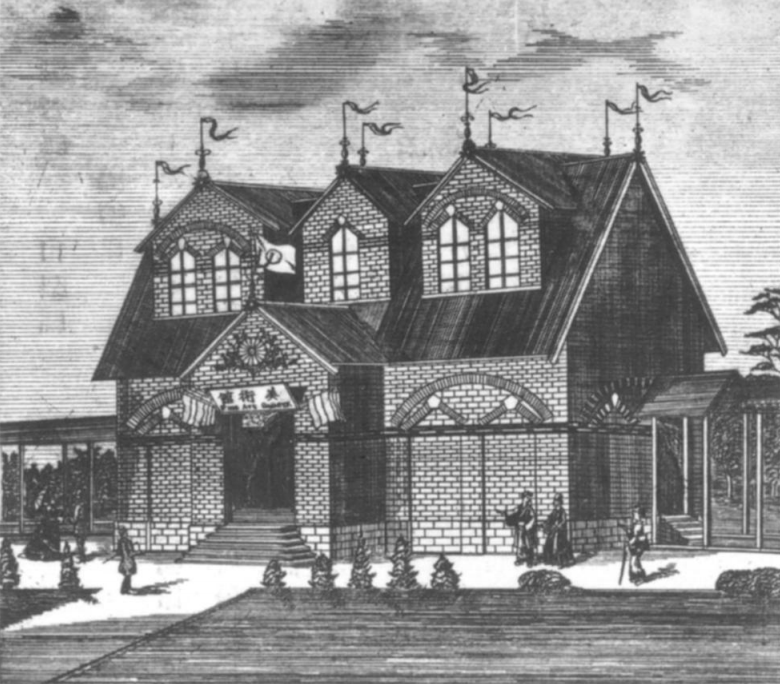
Bản khắc của Phòng trưng bày Nghệ thuật cho Triển lãm Công nghiệp Quốc gia đầu tiên(1877)
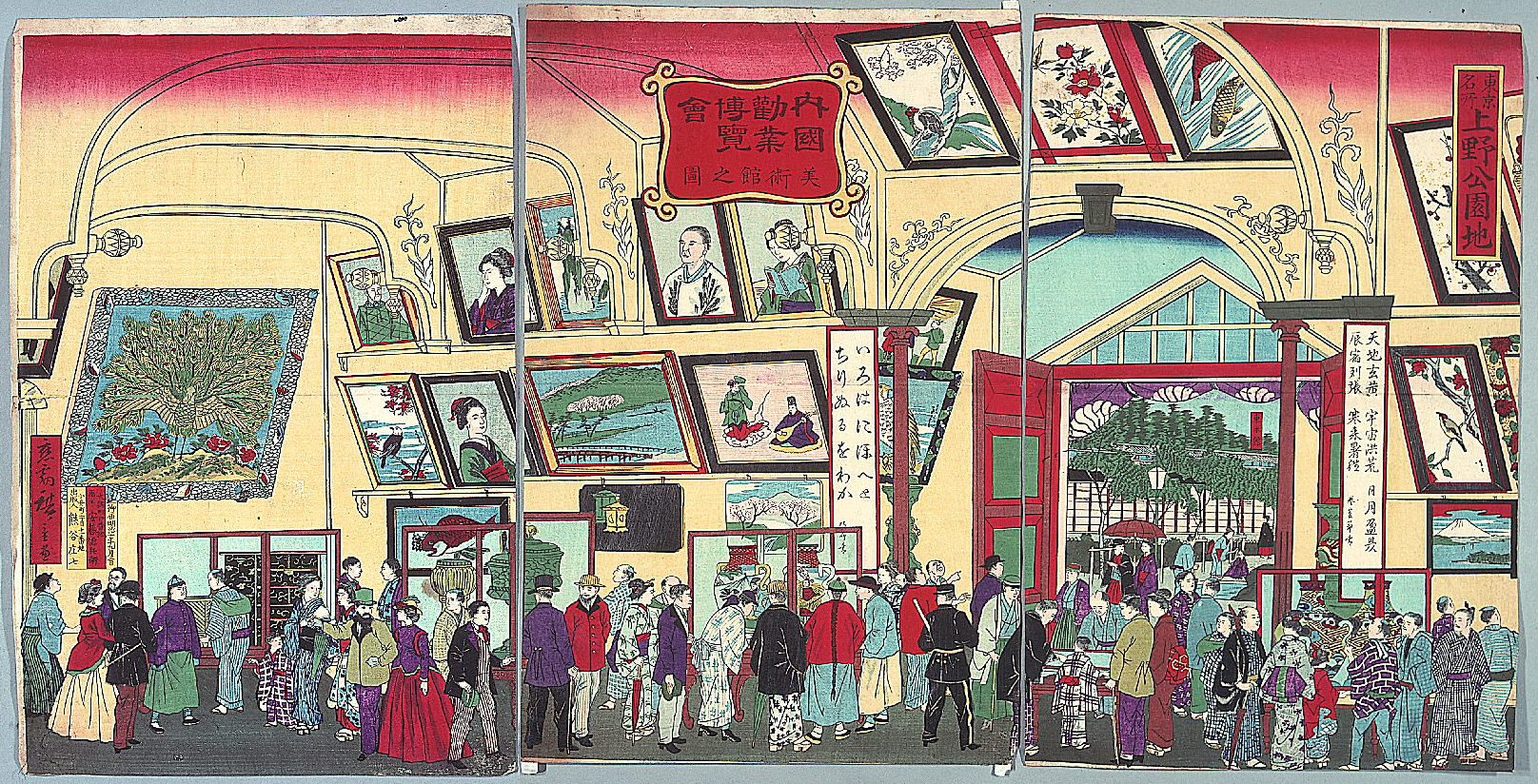
Tranh tam liên họa ukio-e của Hiroshige III cho thấy nội thất của nó (1877)
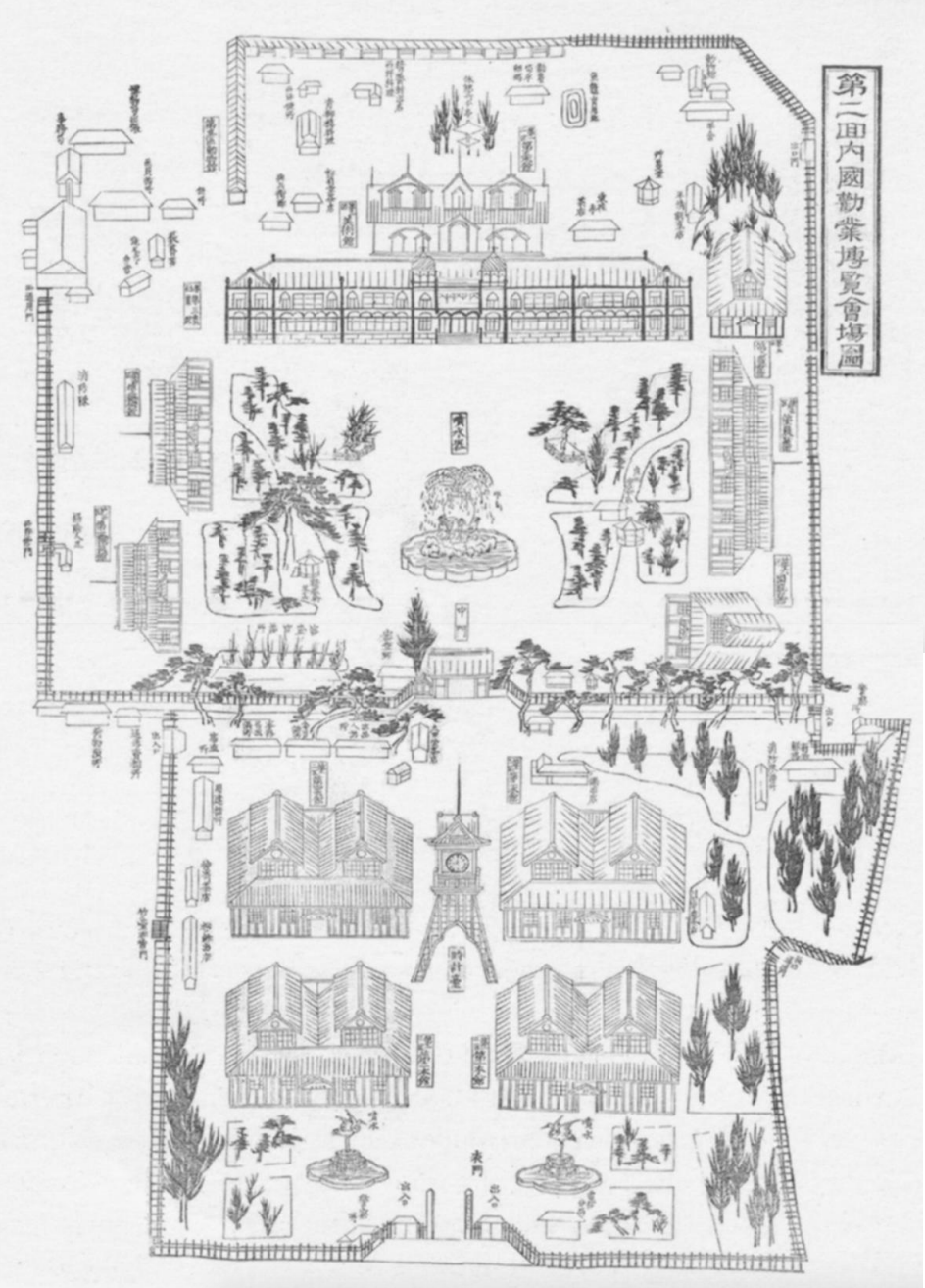
Bản đồ hướng dẫn đến Triển lãm công nghiệp quốc gia lần thứ hai năm 1881
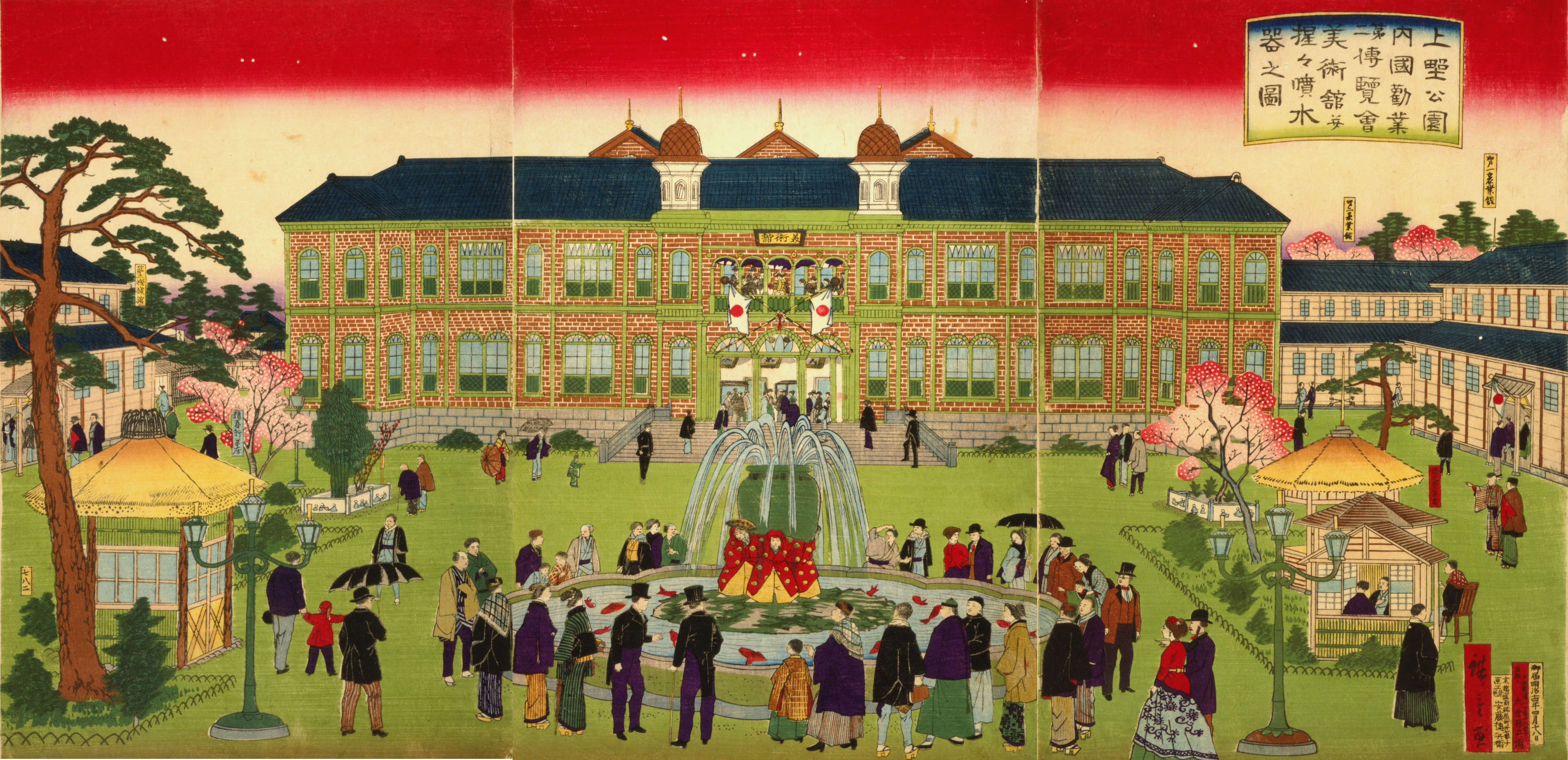
Bộ ba ukiyo-e của Hiroshige III của NIE thứ hai  (1881) , cho thấy Honkan gốc

### Bảo tàng Ueno

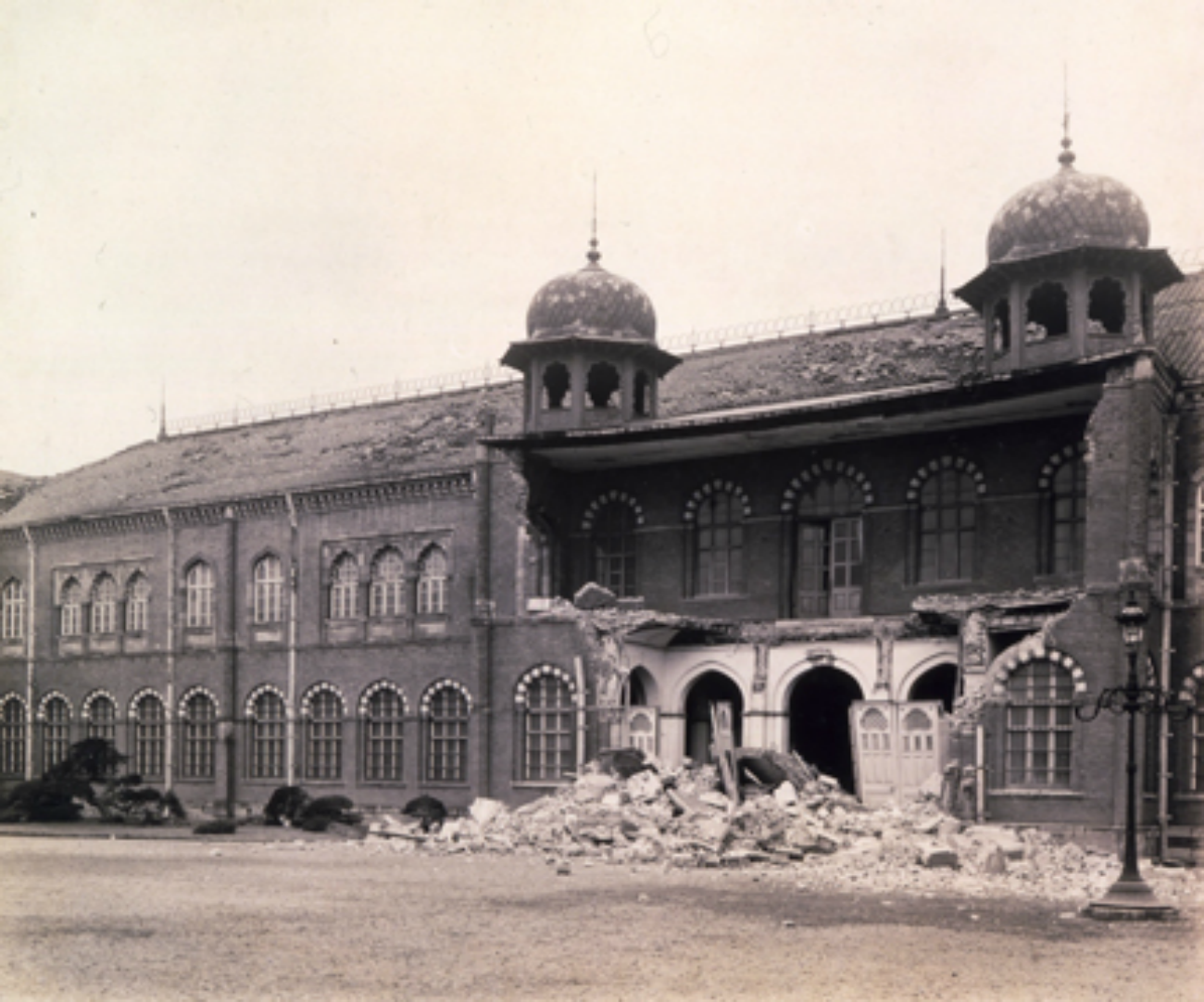
Mặt trước của Honkan nguyên bản sau Đại động đất Kanto (1923)

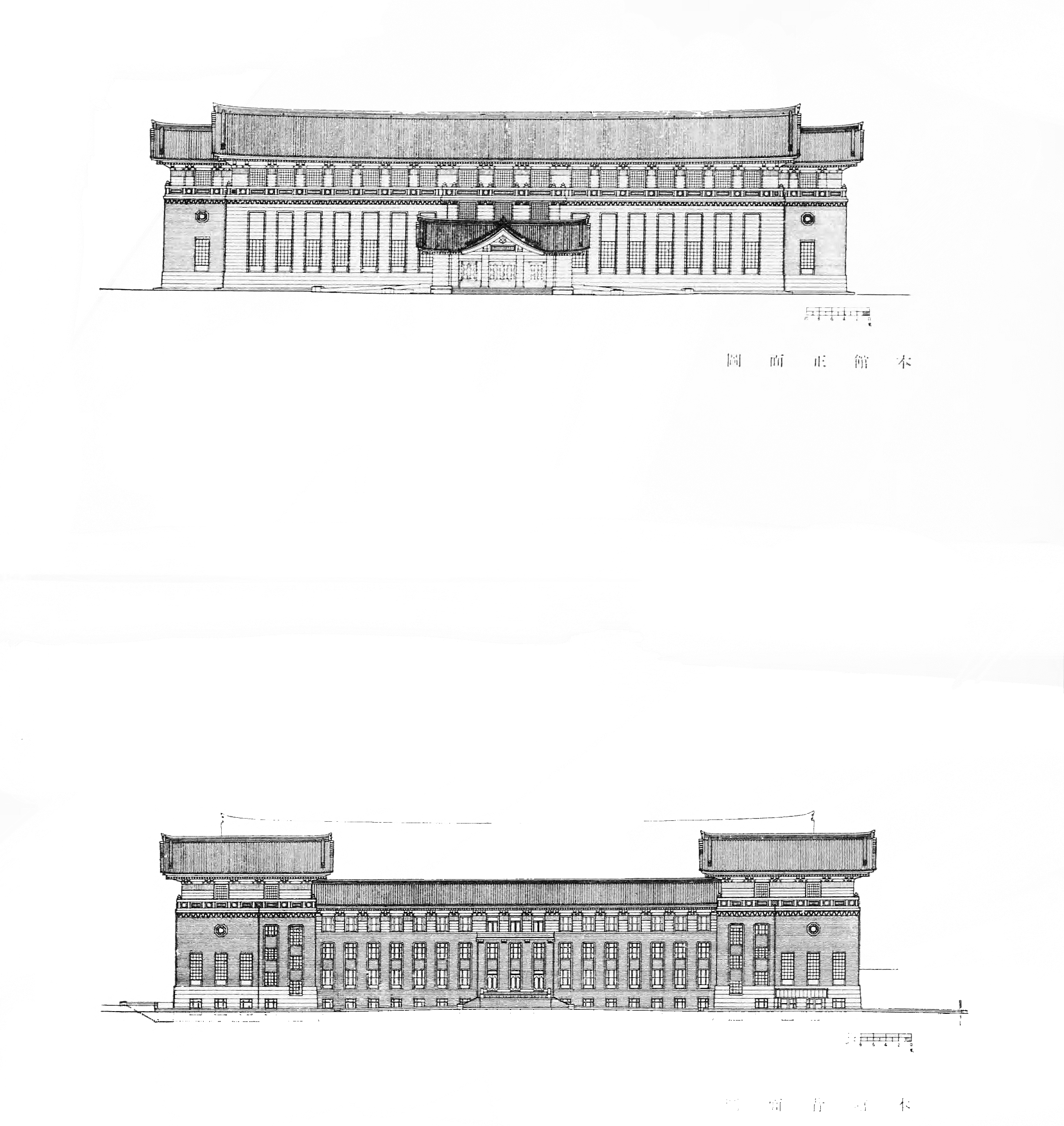
Bản kế hoạch năm 1937 của Watanabe Jin cho Honkan thứ hai, mặt phía trước và bên

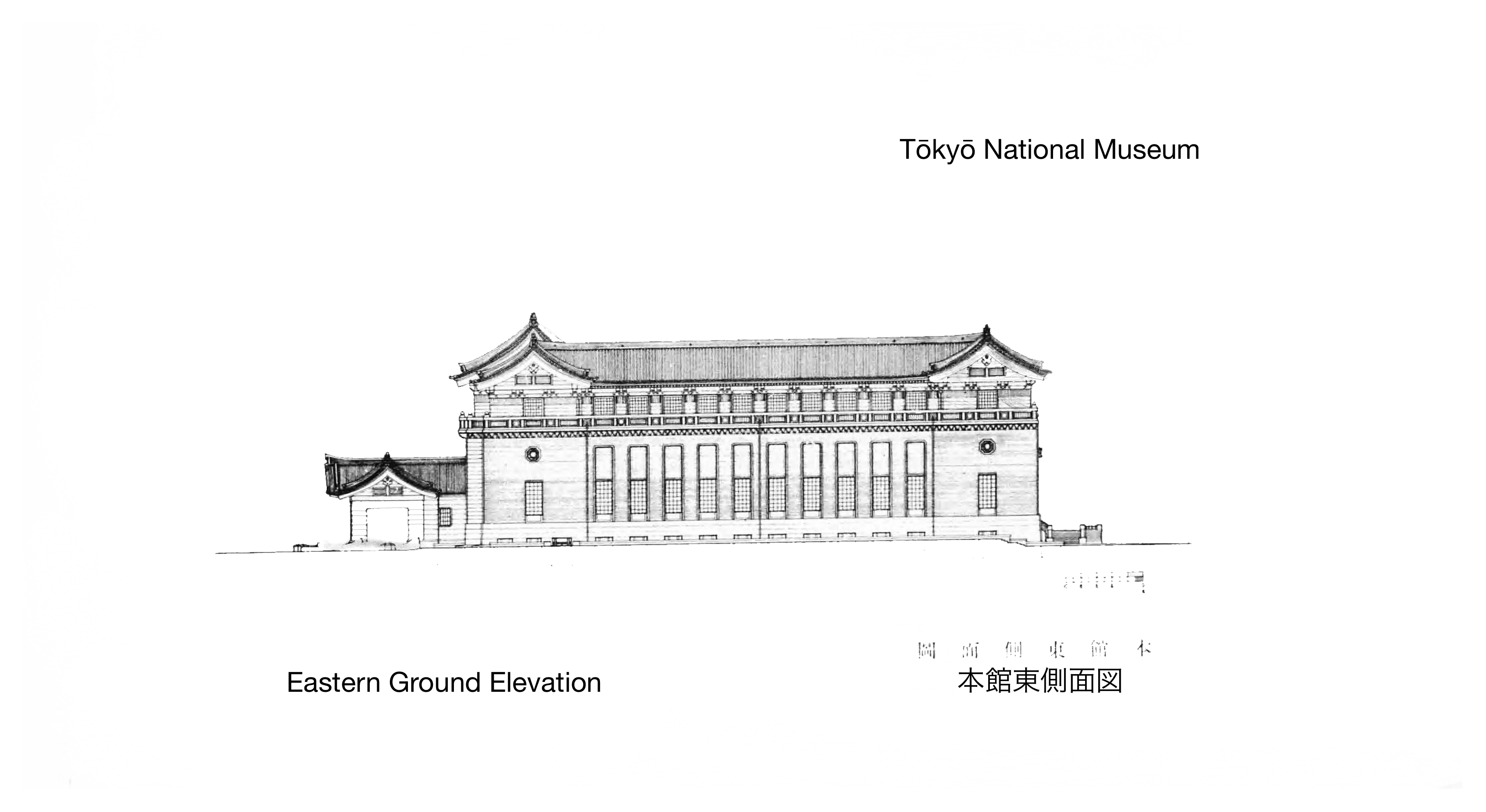
Mặt hướng đông

Công viên Ueno thành lập năm 1873 trên vùng đất do chính quyền đô thị nắm giữ kể từ khi phần lớn Đền Kaneiji bị phá hủy trong Chiến tranh Boshin thành lập nên thời kỳ Minh Trị Duy tân, là một phần ví dụ của chính phủ Hoa Kỳ đưa ra tại Yellowstone năm trước. Machida Hisanari là giám đốc đầu tiên của bảo tàng, ông ủng hộ việc sử dụng khu vực công viên rộng rãi để thành lập một bảo tàng lớn ngay từ năm 1873 nhưng các phần của nó lại được sử dụng cho quân đội và bộ giáo dục cho đến năm 1875, khi Bộ Nội vụ giành được quyền kiểm soát hoàn toàn. Ý tưởng ban đầu của bảo tàng là dựa trên Bảo tàng Nam Kensington (nay là Bảo tàng Victoria & Albert) ở London, nhưng những thay đổi quan trọng đã được thực hiện. Các bộ sưu tập của bảo tàng được chia thành 8 hạng mục mỹ thuật, thiên nhiên, nông nghiệp và lâm nghiệp, lịch sử, luật, giáo dục, công nghiệp, đất liền và biển. Bộ đã giao toàn bộ công viên cho bảo tàng vào tháng 1 năm 1876 nhưng các cơ sở ở đó vẫn chưa được hoàn thiện cho đến năm 1881, khi bản gốc của Honkan được hoàn thành kịp cho Triển lãm Công nghiệp Quốc gia lần thứ hai; tòa nhà gạch nhỏ hơn được Triển lãm Công nghiệp Quốc gia đầu tiên sử dụng vào năm 1877, kết hợp vào như một cánh. Tháng 4 năm 1881, bảo tàng chuyển từ Bộ Nội vụ sang Bộ Nông nghiệp và Thương mại. Bảo tàng bắt đầu được xây dựng trên sở thú và thêm bộ sưu tập Asakusa Bunko vào bảo tàng làm bộ phận sách.

## Cơ sở vật chất

### Honkan (Phòng trưng bày Nhật Bản)

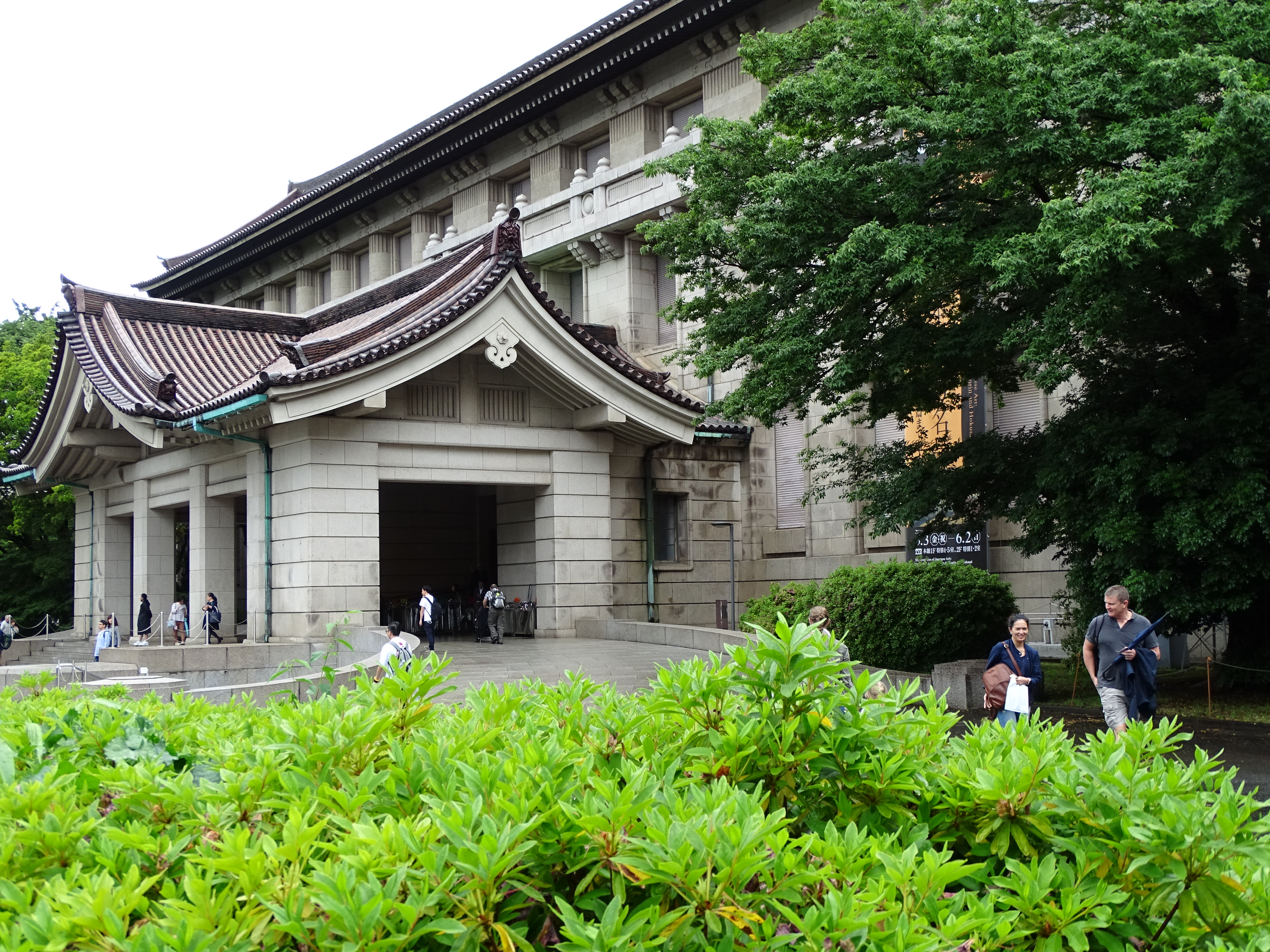
Lối vào Honkan (tháng 5 năm 2019)

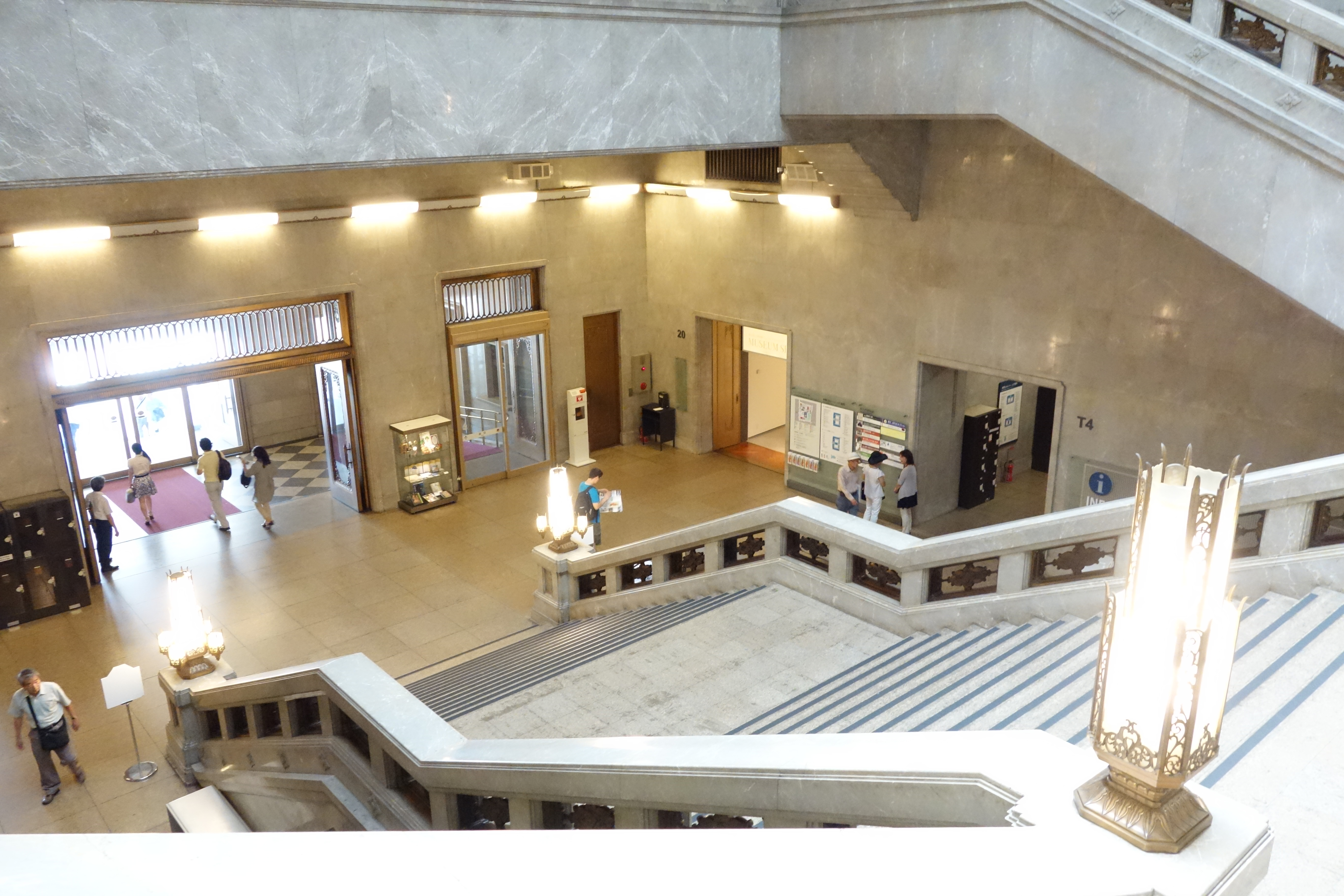
Lối vào Honkan, nhìn từ cánh tầng hai (2013)

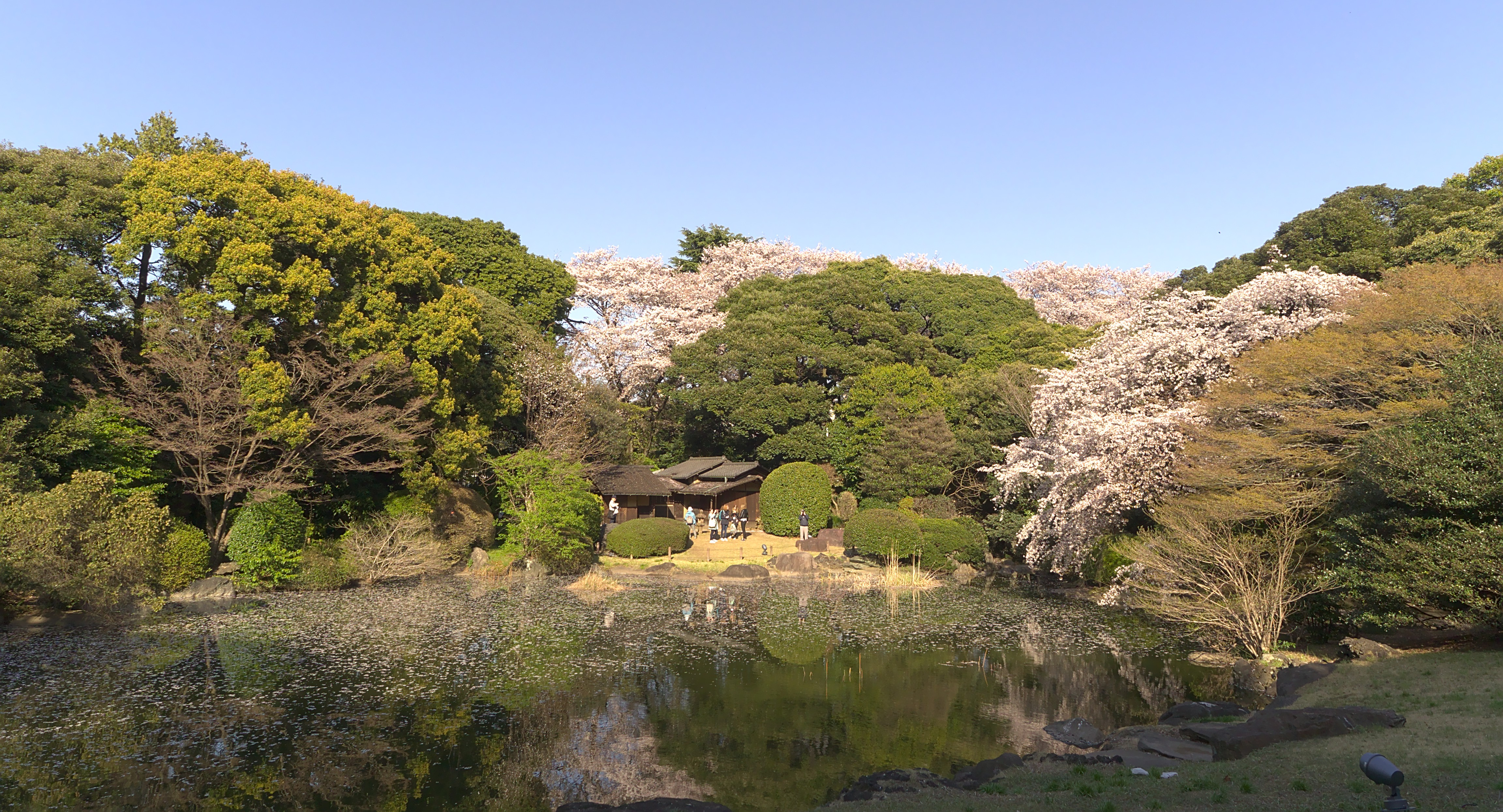
Khu vườn TNM nhìn từ sân Honkan (tháng 3 năm 2018)

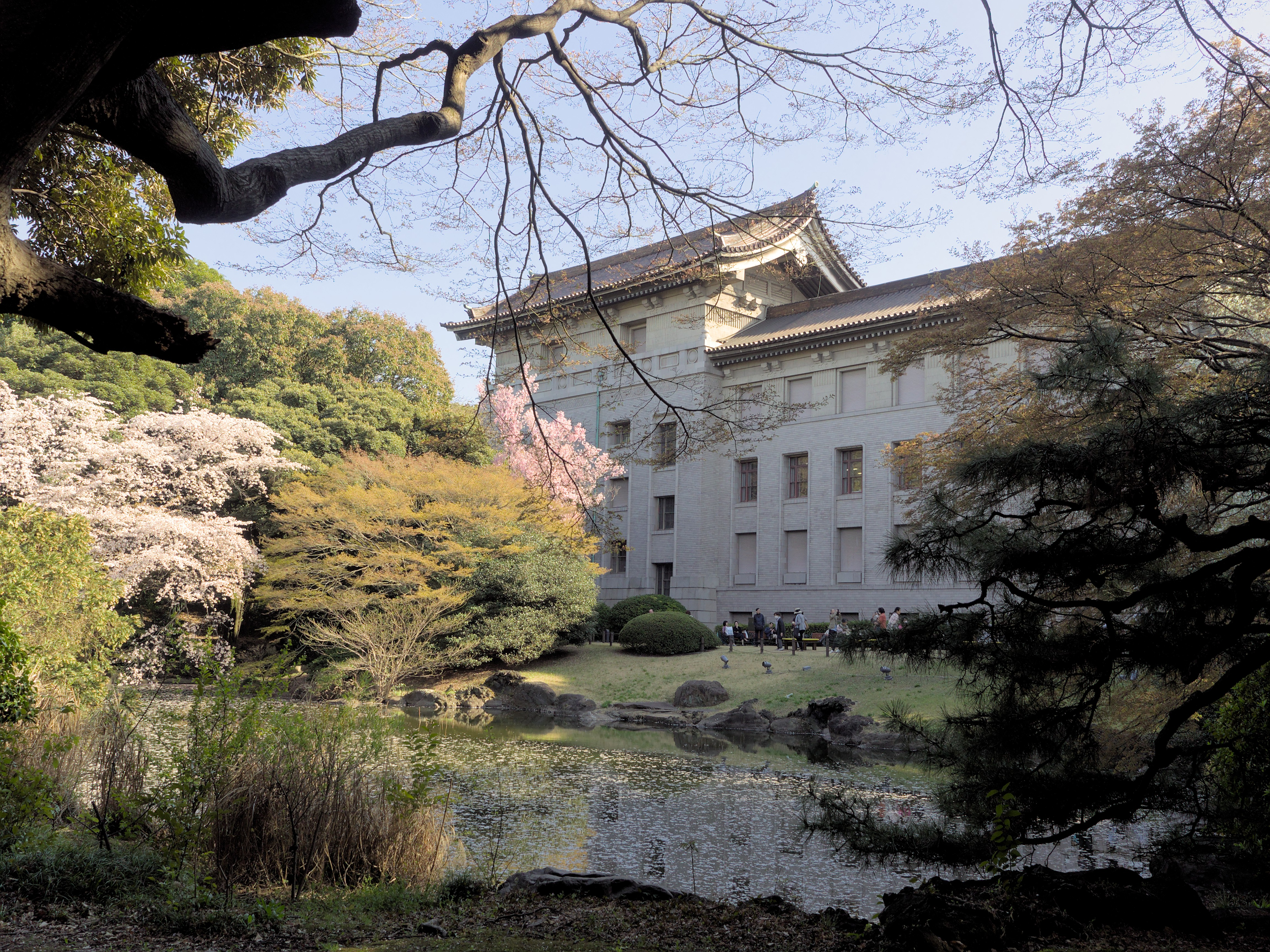
Mặt sau của Honkan nhìn từ khu vườn (tháng 3 năm 2018)

Phòng Honkan (本館, Phòng trưng bày chính hoặc Phòng Nhật Bản) là nơi trưng bày nghệ thuật Nhật Bản chính của bảo tàng từ thời tiền sử đến cuối thế kỷ 19. Nó có hai tầng và một tầng hầm với tổng không gian tầng là 21.500 m2 (231.000 foot vuông). Phòng được thiết kế để chống cháy và động đất.
Các phòng được sắp xếp bắt đầu bằng góc Đông Nam của tầng hai, đi theo chiều kim đồng hồ quanh tầng hai và tầng một, kết thúc bằng góc Tây Nam của tầng một.
| Tầng hai | Tầng hai                                                                  | Tầng một | Tầng một              |
| Phòng    | Tựa                                                                       | Phòng    | Tựa                   |
| -------- | ------------------------------------------------------------------------- | -------- | --------------------- |
| 1        | Bình minh của nghệ thuật Nhật Bản và sự trỗi dậy của Phật giáo            | 11       | Điêu khắc Nhật Bản    |
| 1        | Jomon, Yayoi, Kofun                                                       | 11       | Điêu khắc Nhật Bản    |
| 2        | Phòng trưng bày bảo vật quốc gia                                          | 12       | Sơn mài               |
| 2        | Nhiều thời kỳ                                                             | 12       | Sơn mài               |
| 3        | Nghệ thuật Phật giáo, Nghệ thuật Cung đình,Tranh thủy mặc & Thiền         | 13       | Đồ kim loại và Gốm sứ |
| 3        | Heian, Muromachi                                                          | 13       | Đồ kim loại và Gốm sứ |
| 4        | Nghệ thuật Trà đạo                                                        | 14       | Triển lãm chuyên đề   |
| 4        | Nhiều thời kỳ                                                             | 14       | Triển lãm chuyên đề   |
| 5        | Trang phục của Quân đội Ưu tú                                             | 15       | Ghi chép về lịch sử   |
| 5        | Heian, Edo                                                                | 15       | Ghi chép về lịch sử   |
| 6        | Trang phục của Quân đội Ưu tú                                             | 16       | Ainu và Ryukyu        |
| 6        | Heian, Edo                                                                | 16       | Ainu và Ryukyu        |
| 7        | Màn hình gấp và Tranh cửa trượt                                           | 17       | Bảo tồn và Phục hồi   |
| 7        | Nhiều thời kỳ                                                             | 17       | Bảo tồn và Phục hồi   |
| 8        | Nghệ thuật cuộc sống hàng ngày và sự phát triển trong hội họa và thư pháp | 18       | Nghệ thuật hiện đại   |
| 8        | Azuchi-Momoyama, Edo                                                      | 18       | Nghệ thuật hiện đại   |
| 9        | Noh và Kabuki                                                             | 19       | Không gian giáo dục   |
| 9        | Nhiều thời kỳ                                                             | 19       | Không gian giáo dục   |
| 10       | Ukiyo-e và thời trang trong Thời kỳ Edo                                   | 20       | Cửa hàng quà tặng     |
| 10       | Edo                                                                       | 20       | Cửa hàng quà tặng     |

Tầng hầm có một không gian giáo dục khác.

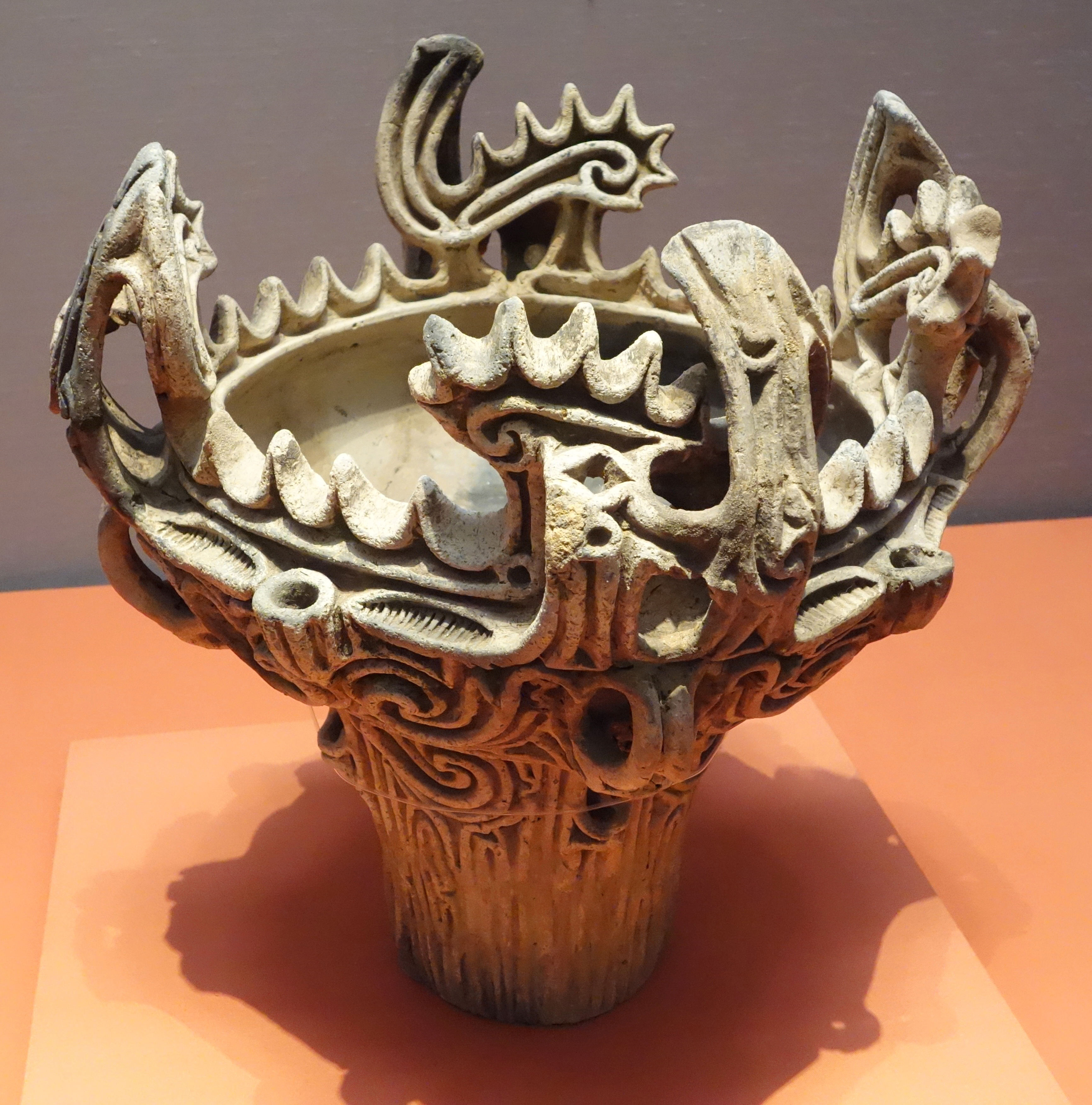
Một con tàu Jōmon cỡ trung (3000–2000 TCN).
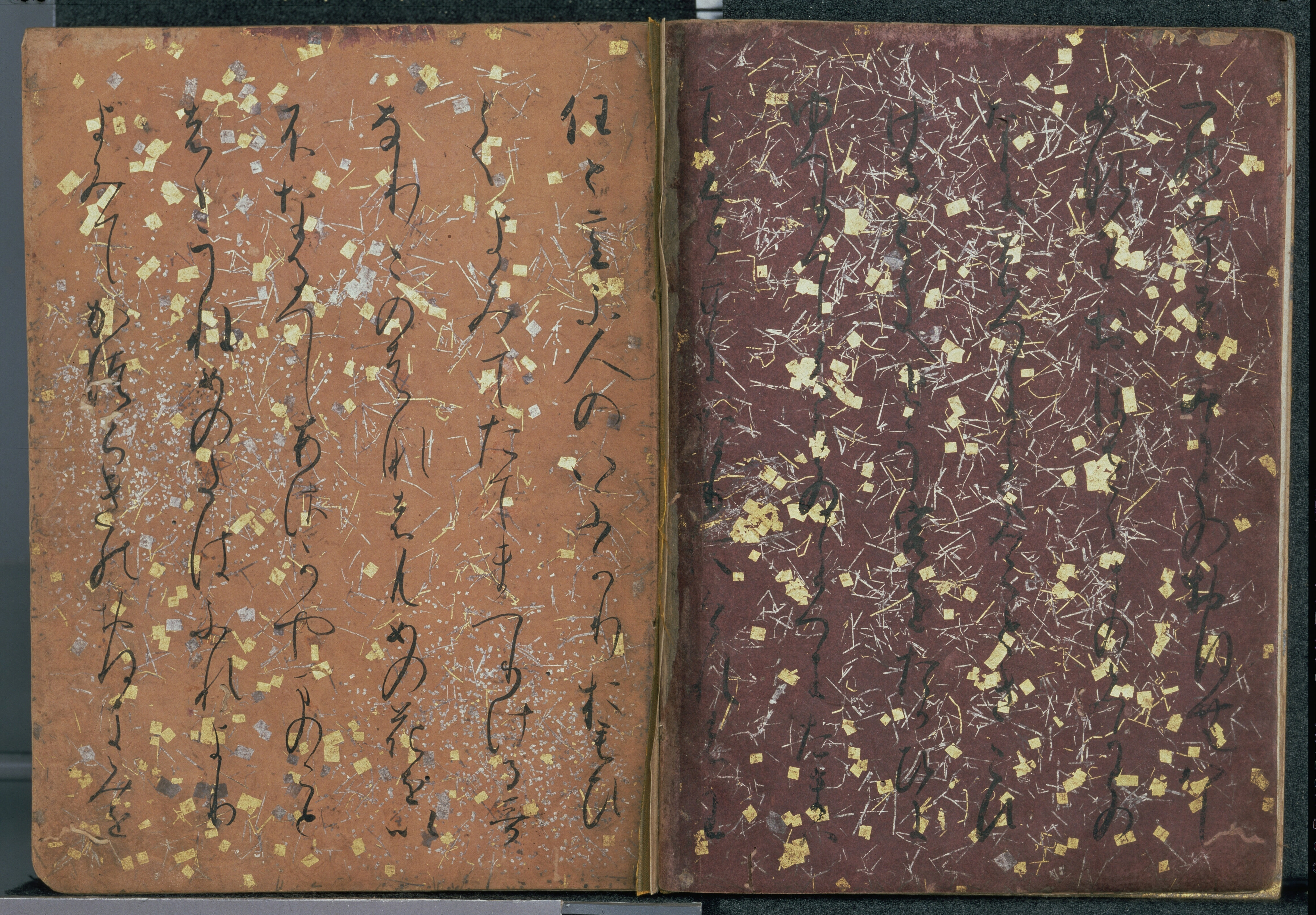
Kokin Wakashū, Thời kỳ Heian, thế kỷ thứ 10.
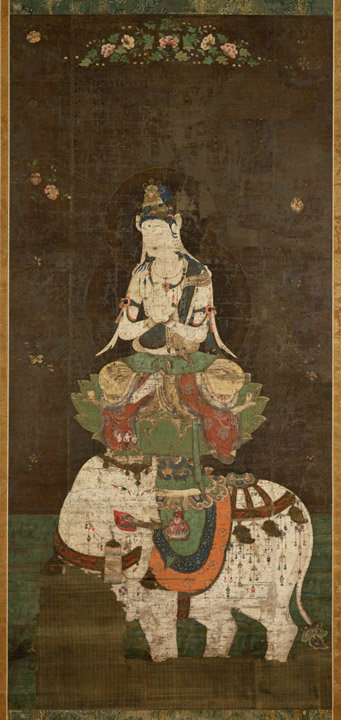
Samantabhadra, Thời kỳ Heian, thế kỷ thứ 12.
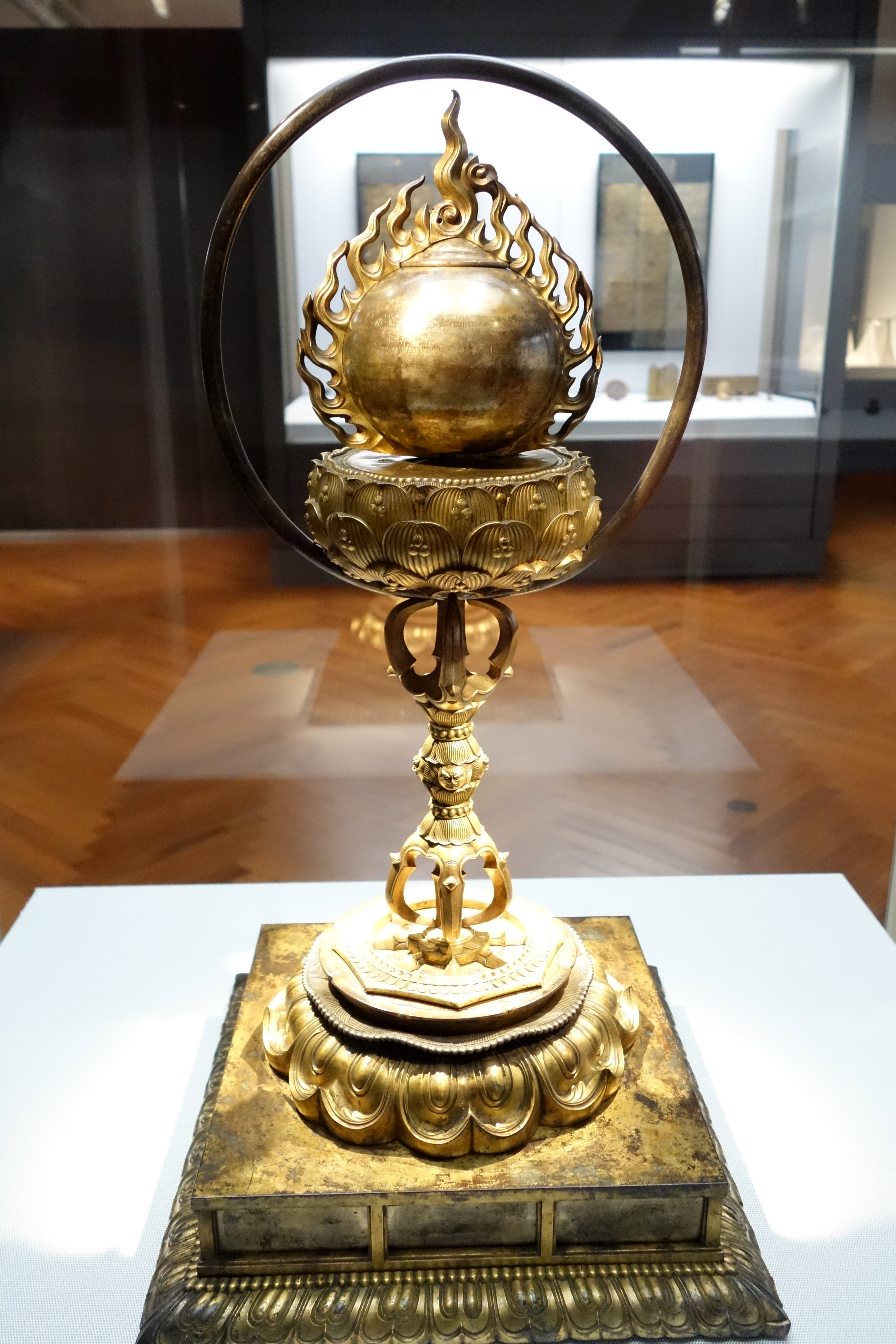
Cintamani dạng ngọn lửa, thế kỷ thứ 12 - 13.
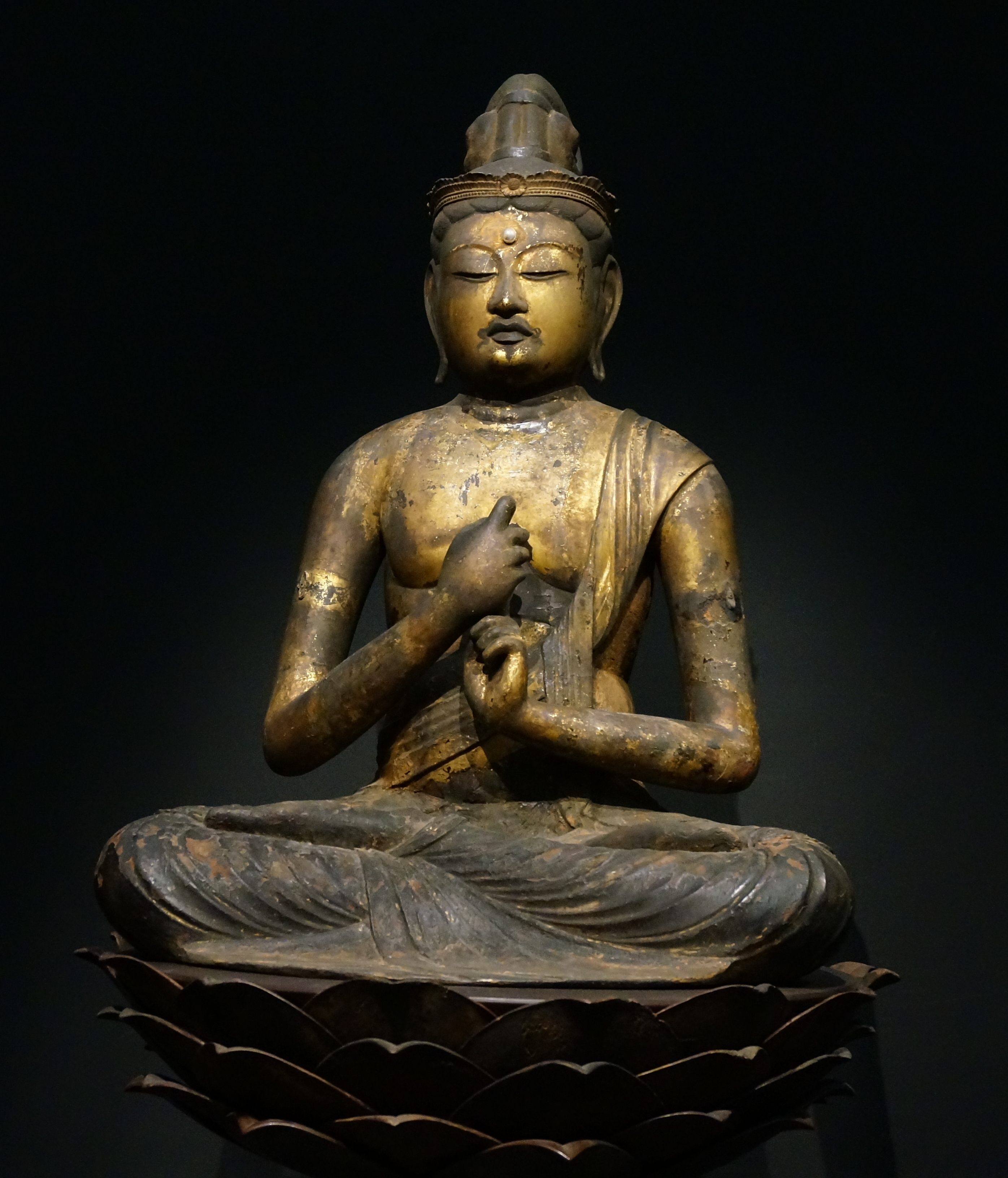
Tượng Phật Vairocana bằng gỗ mạ vàng, Thời kỳ Heian, thế kỷ 11-12.
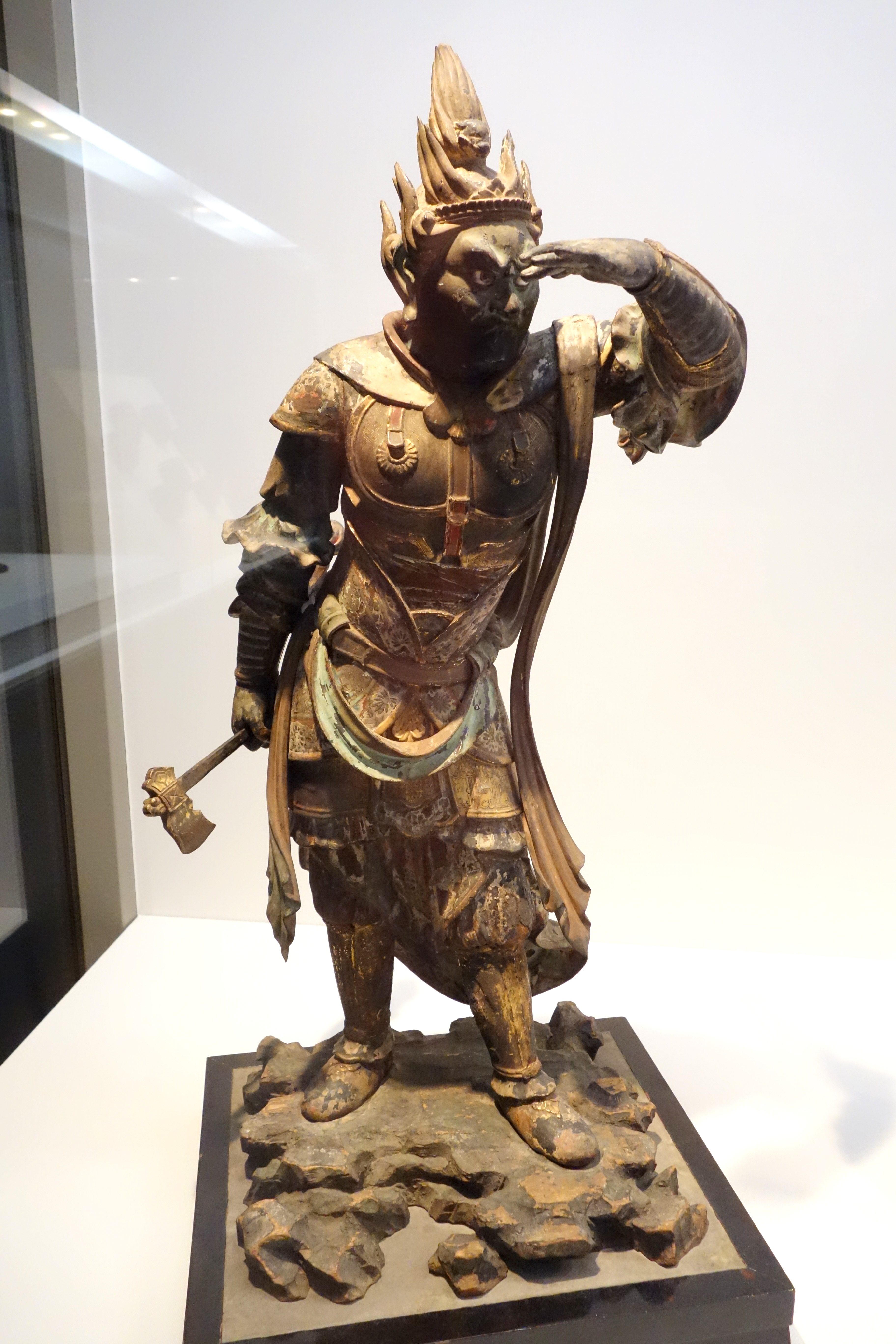
Mười hai thiên tướng, Thời kỳ Kamakura, thế kỷ 13.
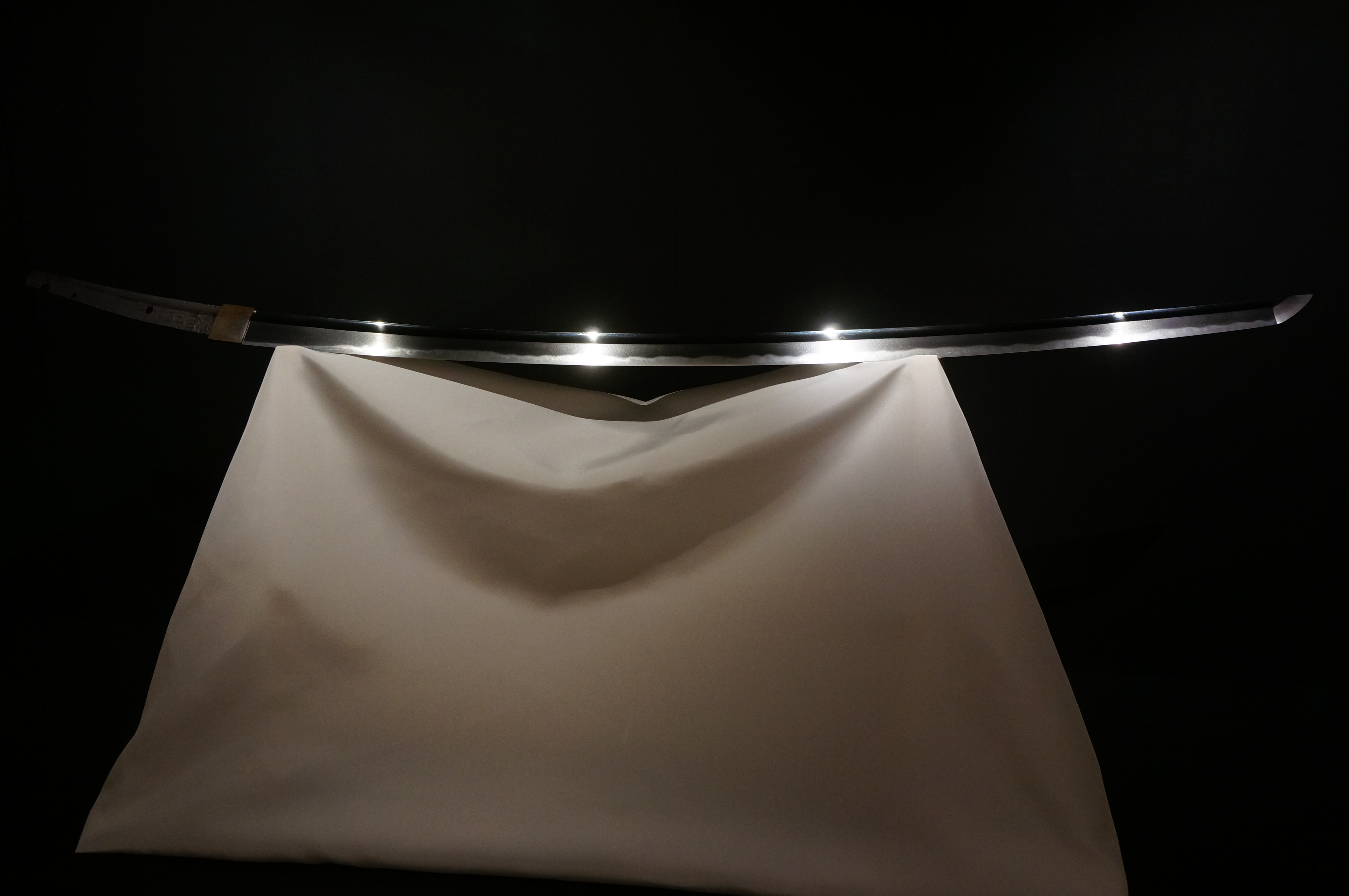
Tachi Okanehira, Thời kỳ Heian, thế kỷ 12.
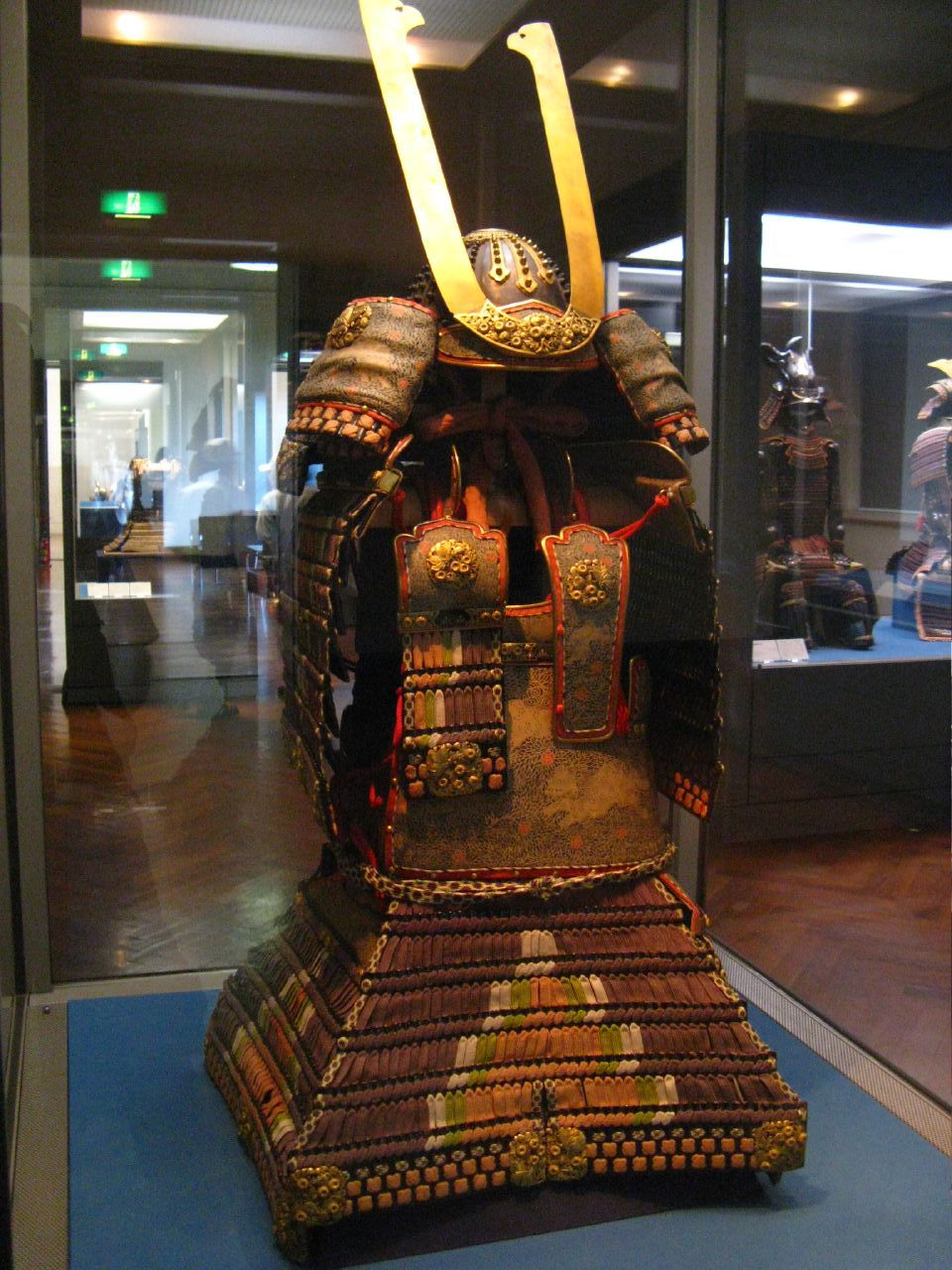
Ō-yoroi, Thời kỳ Edo, thế kỷ 16.
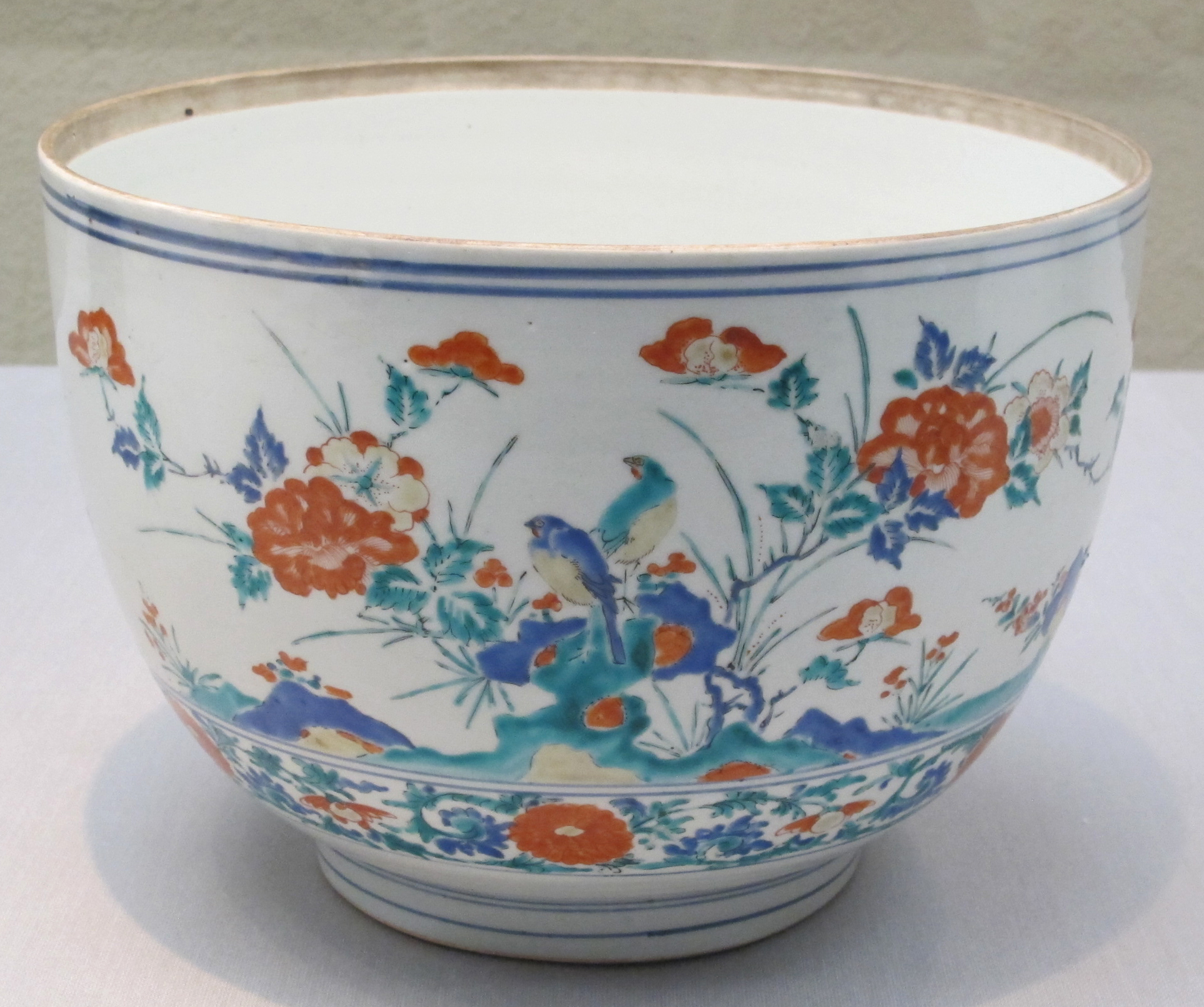
Kakiemon, Thời kỳ Edo, thế kỷ 17.
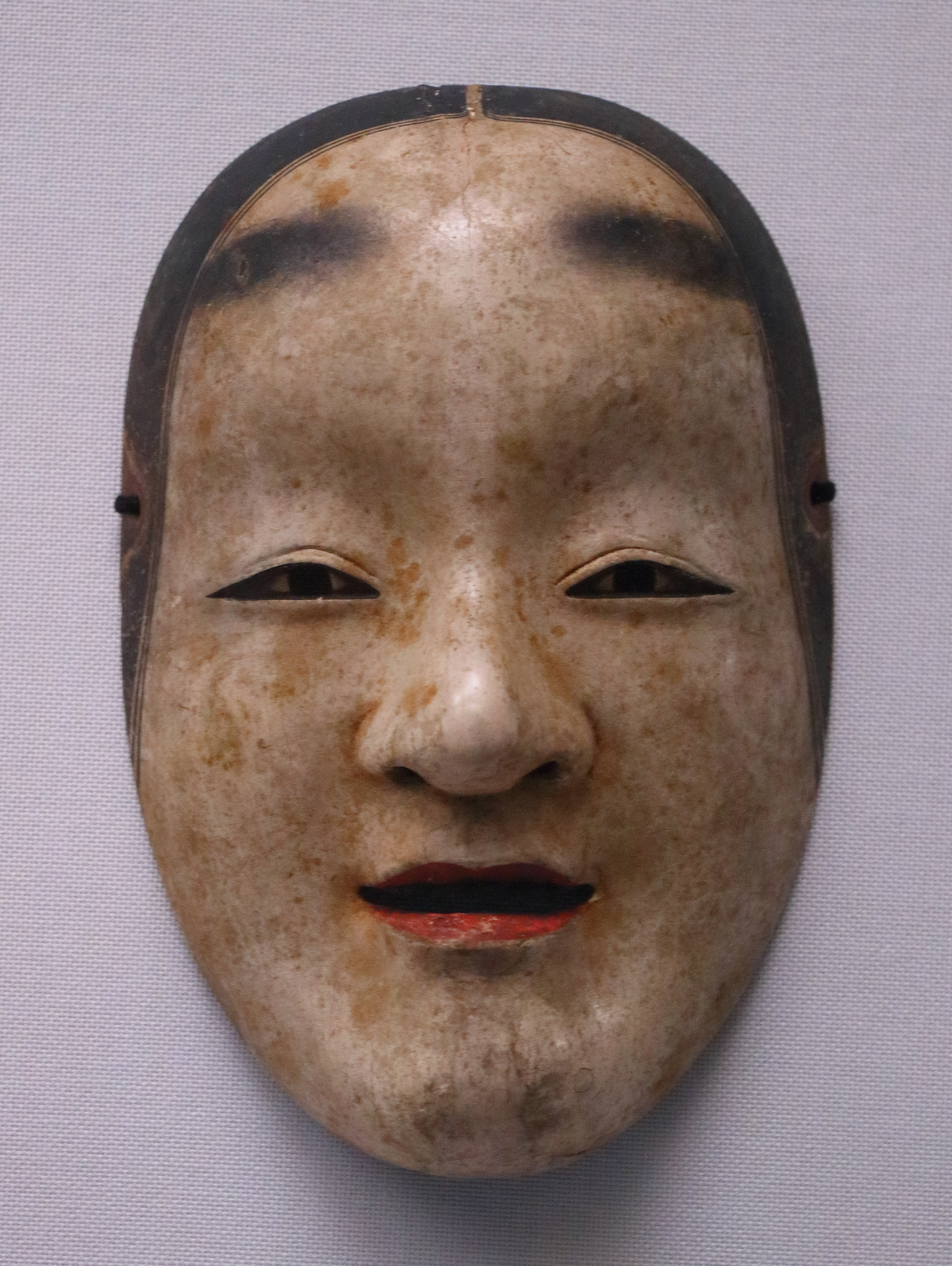
Mặt nạ Noh từ trường Konparu, Thời kỳ Edo, thế kỷ 18.
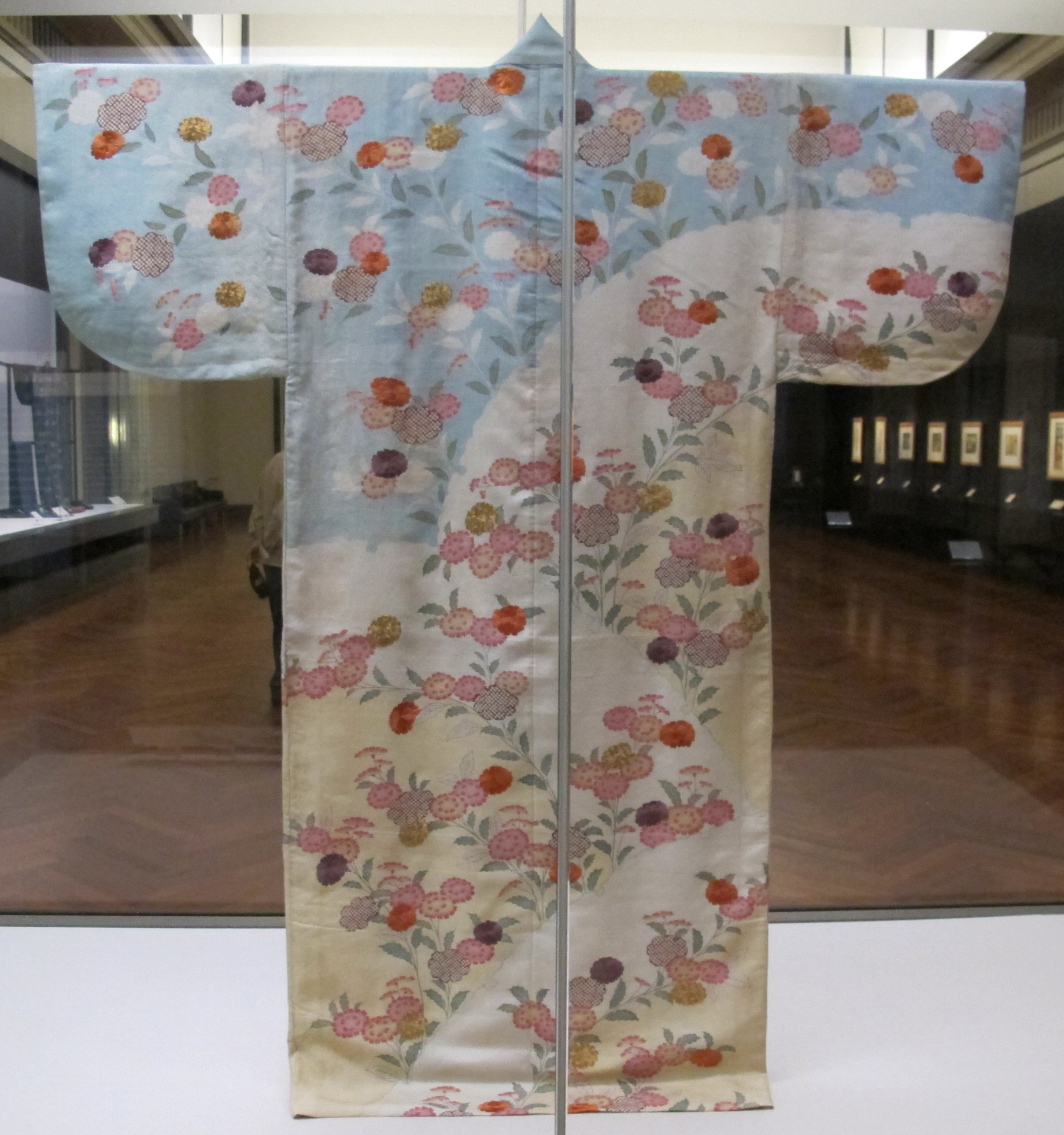
Kosode, Thời kỳ Edo, thế kỷ 18.
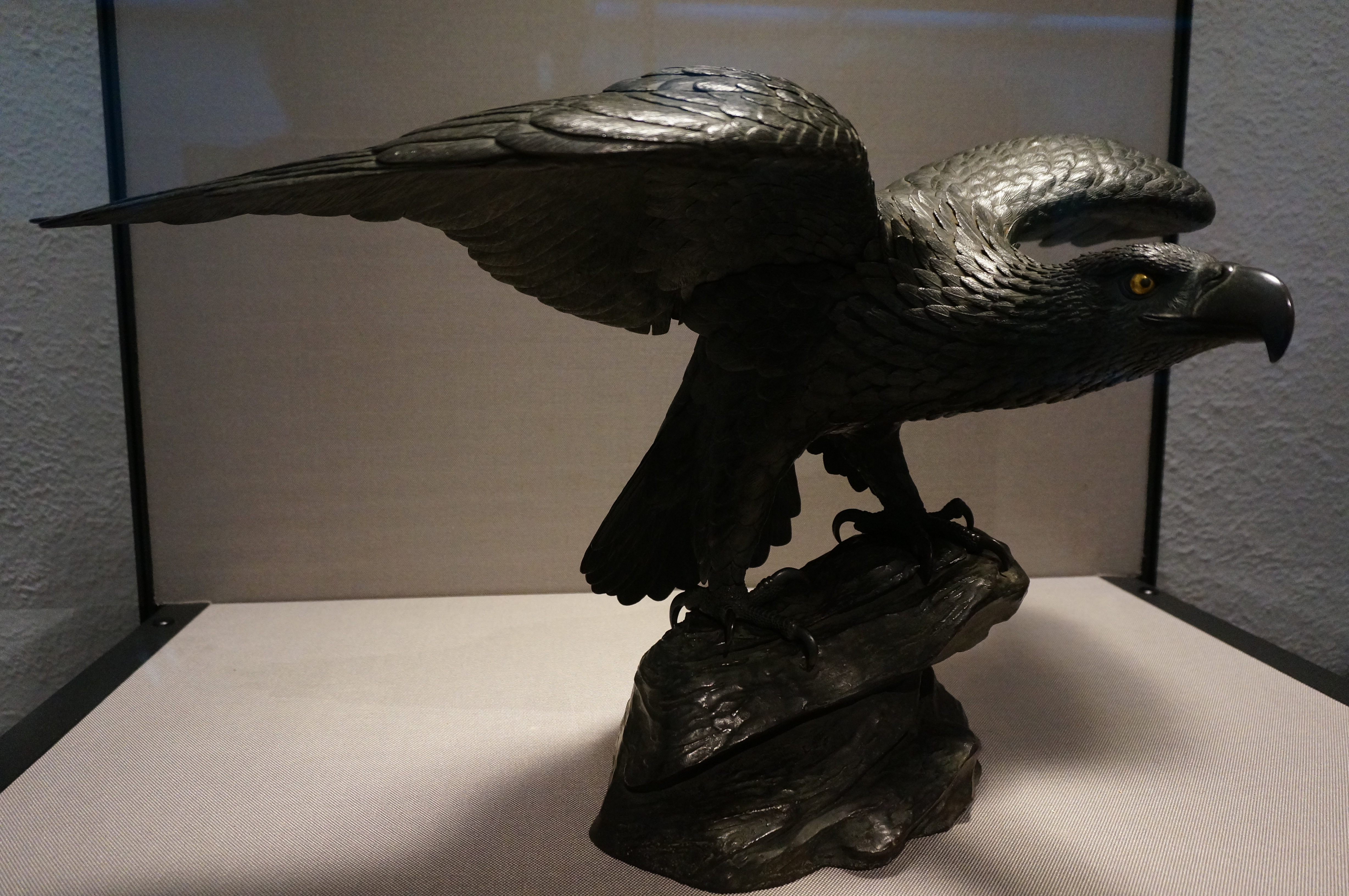
Đại bàng của Chokichi Suzuki, 1892

### Heiseikan

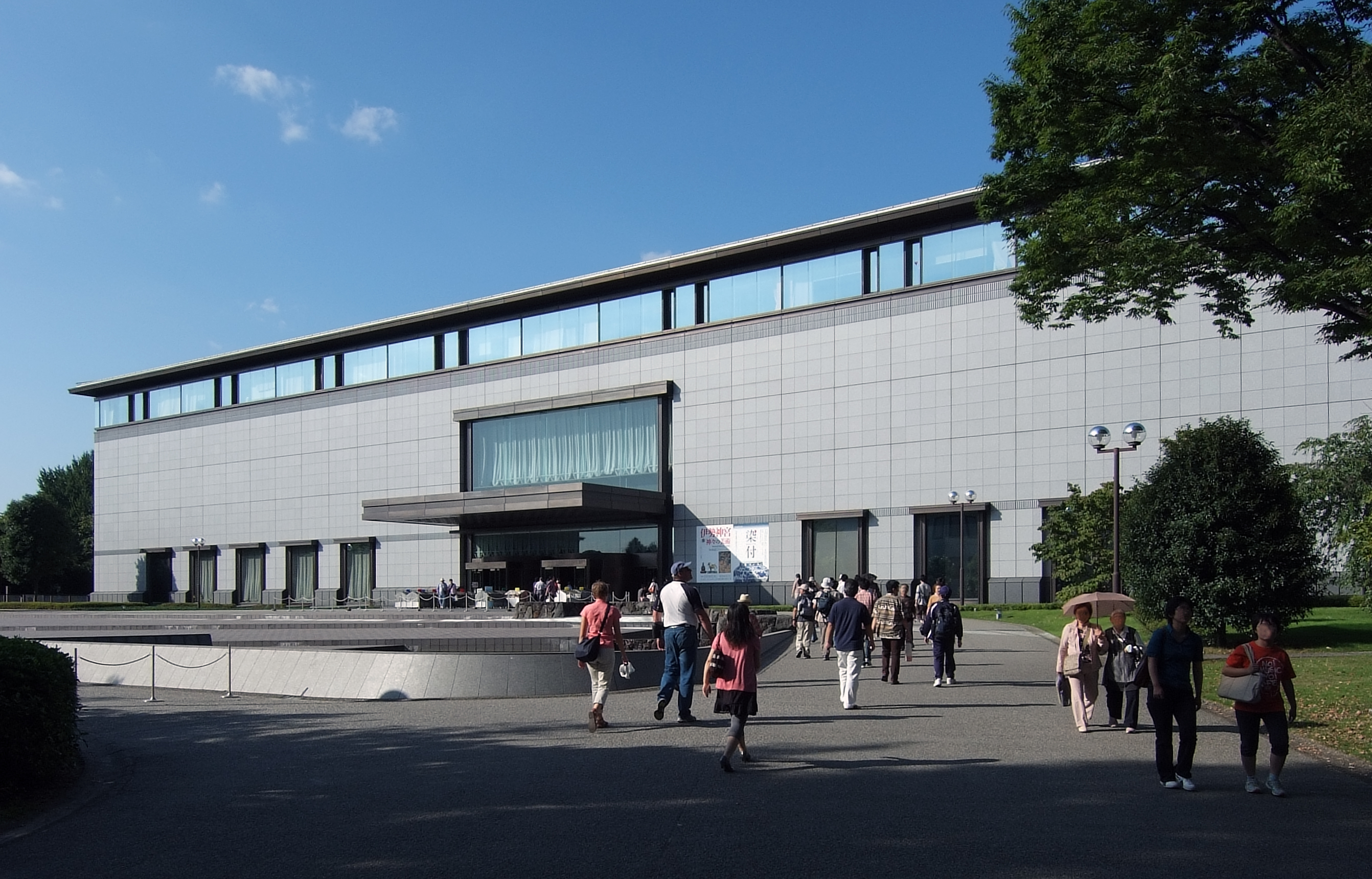
Heiseikan (2009)

Phòng trưng bày Heiseikan (平成館, Heisei Gallery) thường xuyên tổ chức các cuộc triển lãm đặc biệt tại bốn phòng trưng bày lớn trên tầng hai; tầng đầu tiên bao gồm Phòng trưng bày Khảo cổ học Nhật Bản, một không gian khác dành cho các cuộc triển lãm tạm thời, một sảnh khách rộng rãi và quán cà phê, một khán phòng cũng như các phòng thuyết trình và định hướng. Tầng đầu tiên cũng có phòng trưng bày của các nhà tài trợ lớn cho bảo tàng.

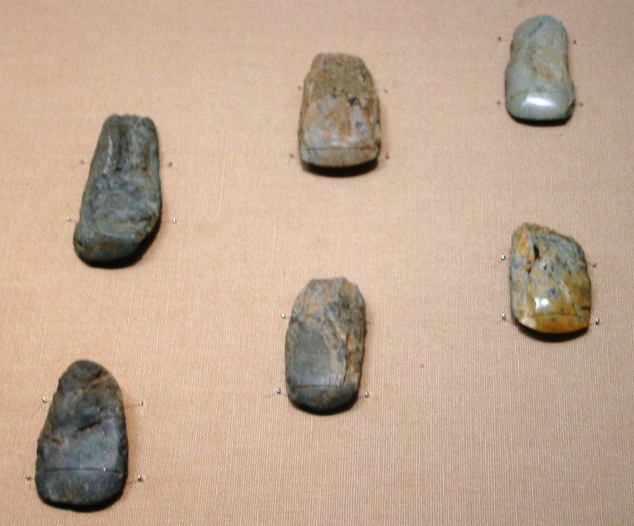
Các công cụ bằng đá được đánh bóng, xuất hiện sớm nhất trên thế giới. Thời kỳ tiền Jōmon (Đồ đá cũ Nhật Bản), 30.000 TCN.
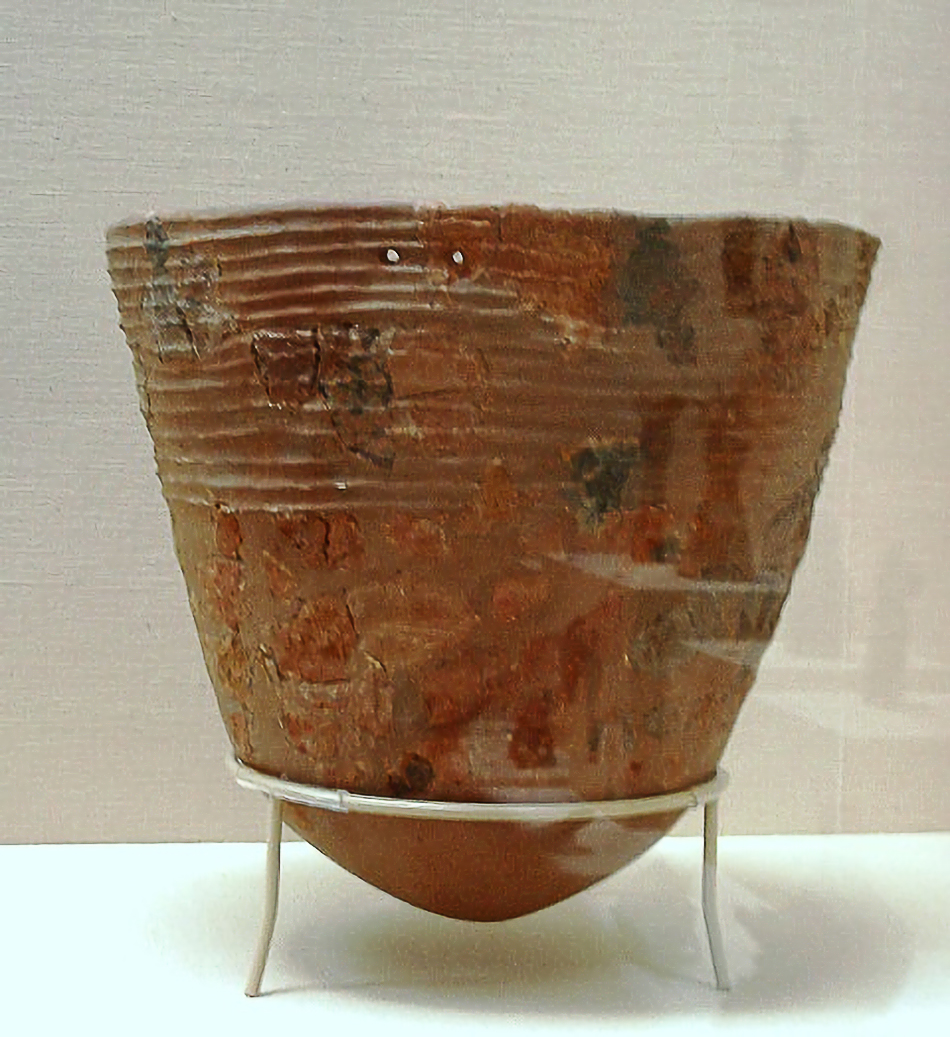
Đồ gốm Jōmon mới bắt đầu (carbon phóng xạ có niên đại 12500 ± 350 BP)
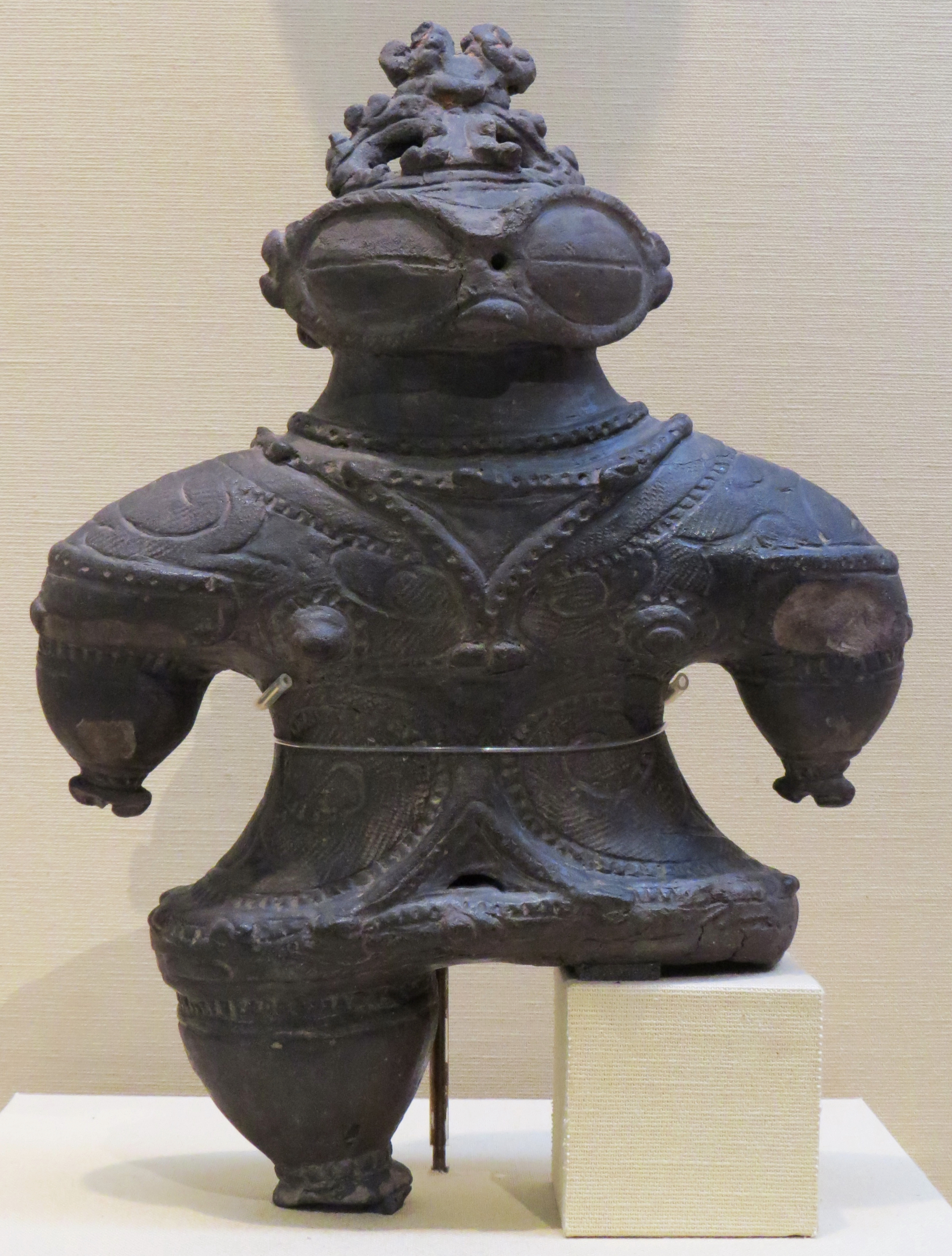
Tượng Final nhỏ thời kỳ Jōmon (1000–400 TCN).
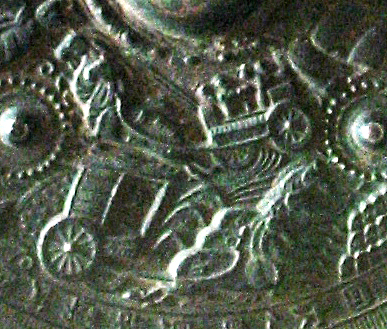
Xe ngựa thời Kofun. Chi tiết gương đồng (thế kỷ 5 - 6). Eta-Funayama Tumulus, Kumamoto.
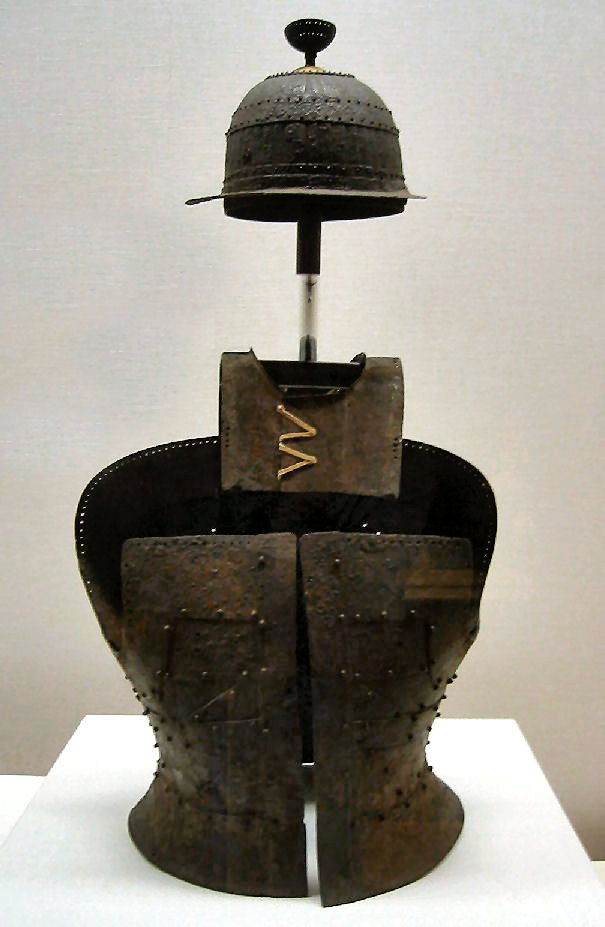
Mũ sắt và áo giáp trang trí bằng đồng mạ vàng, thời Kofun, thế kỷ thứ 5.
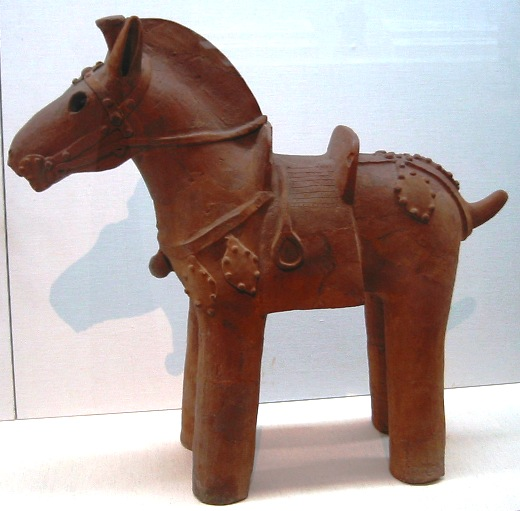
Tượng ngựa Haniwa, hoàn chỉnh với yên ngựa và bàn đạp, thế kỷ thứ 6, Nhật Bản.
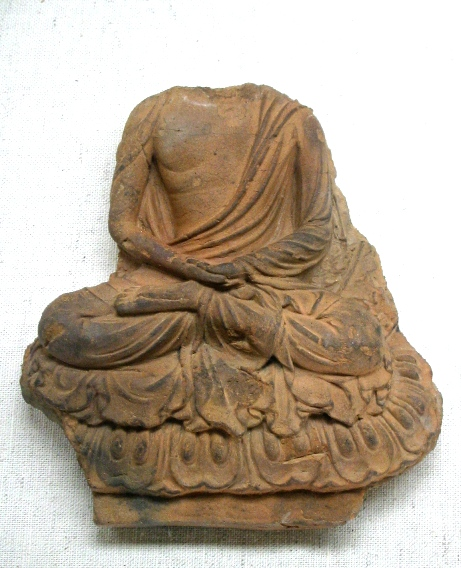
Đức Phật, thời kỳ Asuka, thế kỷ thứ 7.
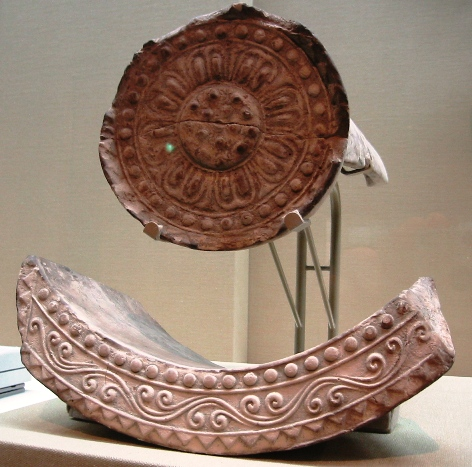
Ngói chùa có từ Nara, thế kỷ thứ 7.
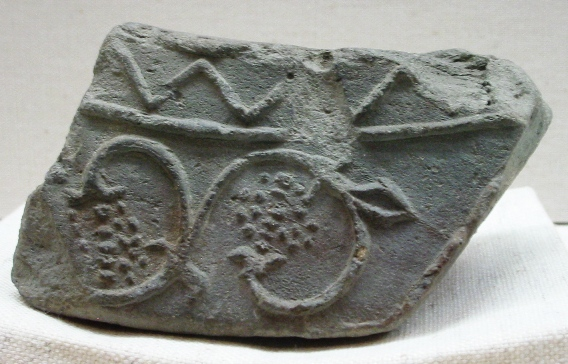
Các cuộn nho và nho từ Nara, thế kỷ thứ 7.

### Toyokan (Phòng trưng bày Châu Á)
Tōyōkan (東洋館, Biển Đông hoặc Phòng trưng bày Châu Á) trưng bày các bộ sưu tập của bảo tàng về Trung Quốc, Hàn Quốc, Ấn Độ, Đông Nam và nghệ thuật Trung Á  Phòng cũng trưng bày đồ vật Ai Cập. Có một nhà hát ở tầng hầm và phòng tiệc bên cạnh.

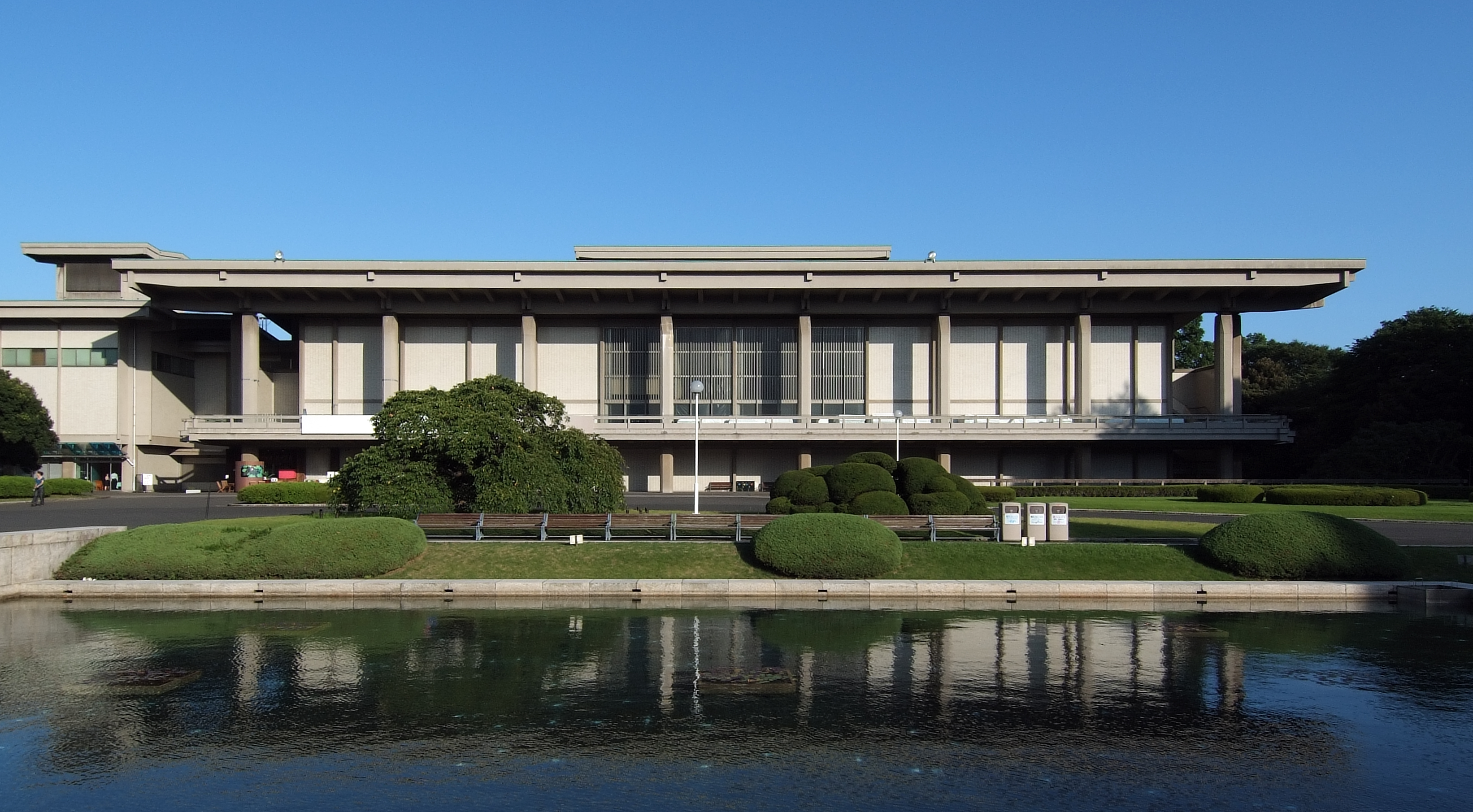
The Toyokan (2009)

Toyokan do Taniguchi Yoshirō thiết kế, mở cửa năm 1968, được tân trang lại vào đầu thập niên 2010 và mở cửa trở lại vào tháng 1 năm 2013. Tòa nhà cao ba tầng nhưng sử dụng tầng hầm và sự sắp xếp hình xoắn ốc gồm tầng lửng và cầu thang để trải rộng bộ sưu tập đến sáu tầng.
| Tầng | Phòng | Tên |
| ---- | ----- | --- |
| B1   | 11    | Điêu khắc Khmer |
| B1   | 12    | Tượng đồng mạ vàng từ Đông Nam Á Khảo cổ học Ấn Độ và Đông Nam Á Gốm sứ Đông Nam Á                                                                                                   |
| B1   | 13    | Vải Châu Á Tranh thu nhỏ của Ấn Văn hóa các Dân tộc ở Châu Á |
| 1    | 1     | Điêu khắc Phật giáo Trung Quốc |
| 2    | 2     | Không gian giáo dục Oasis2 |
| 2    | 3     | Tác phẩm điêu khắc từ Ấn Độ và Gandhara Nghệ thuật vùng Tây Đồ tạo tác từ Tây Á và Ai Cập                                                                                            |
| 3    | 4     | Các nền văn minh Trung Quốc |
| 3    | 5     | Đồ đồng Trung Quốc Mai táng ở Trung Quốc Đồ gốm Trung Quốc Dệt may Trung Quốc |
| 3    | 6     | Không gian giáo dục Oasis6 |
| 4    | 7     | Điêu khắc phù điêu Trung Quốc |
| 4    | 8     | Tranh Trung Quốc Thư pháp Trung Quốc Văn học Trung Quốc |
| 5    | 9     | Đồ sơn mài Trung Quốc Nghệ thuật trang trí nhà Thanh |
| 5    | 10    | Công cụ đá được đánh bóng và công cụ kim loại của Hàn Quốc Sự trỗi dậy và sụp đổ của các vị vua ở Hàn Quốc Gốm sứ Hàn Quốc Nghệ thuật Phật giáo Hàn Quốc Nghệ thuật Triều đại Joseon |

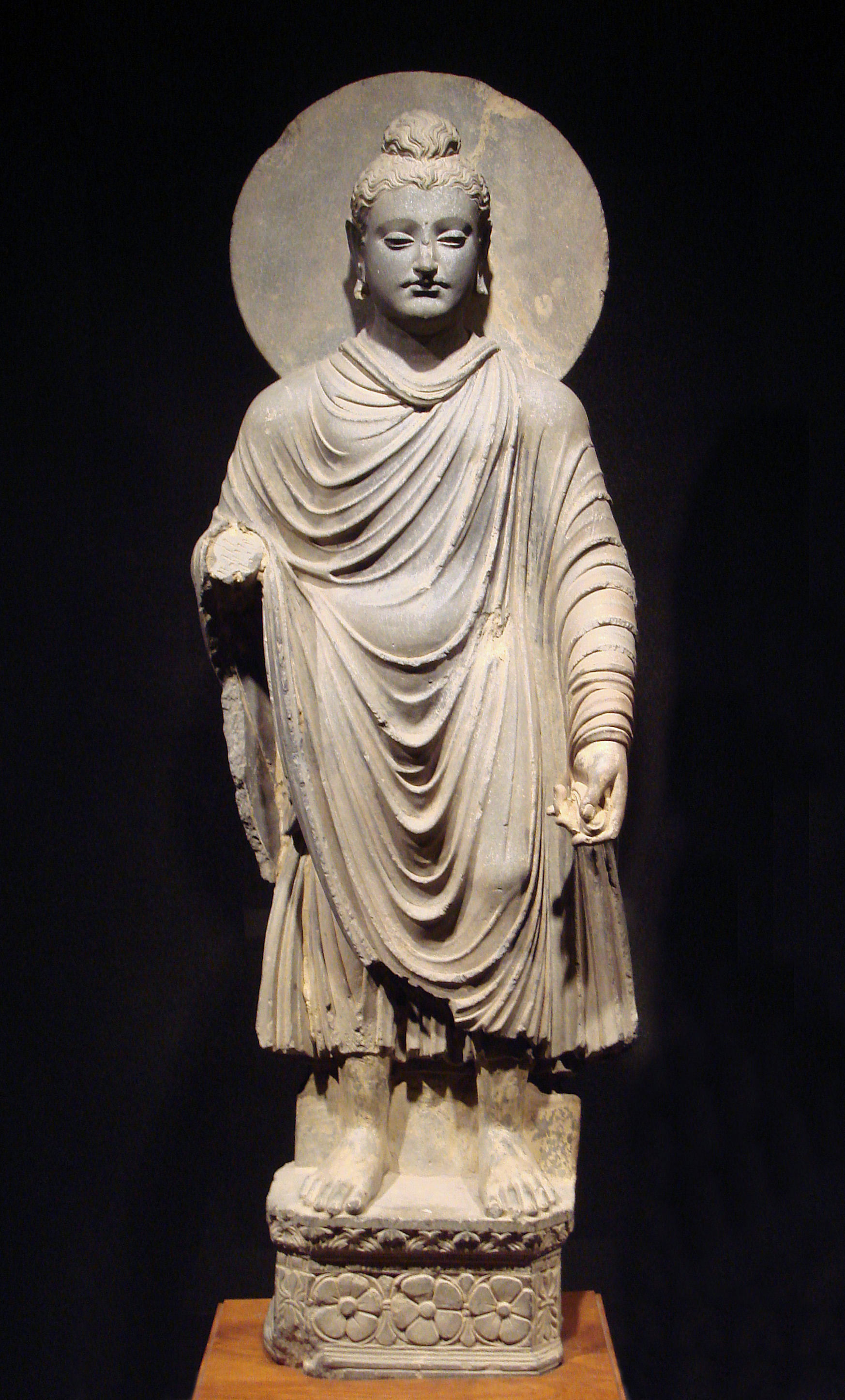
Một trong những đại diện đầu tiên của Buddha, thế kỷ 1 - 2 CN, Gandhara từ Pakistan.
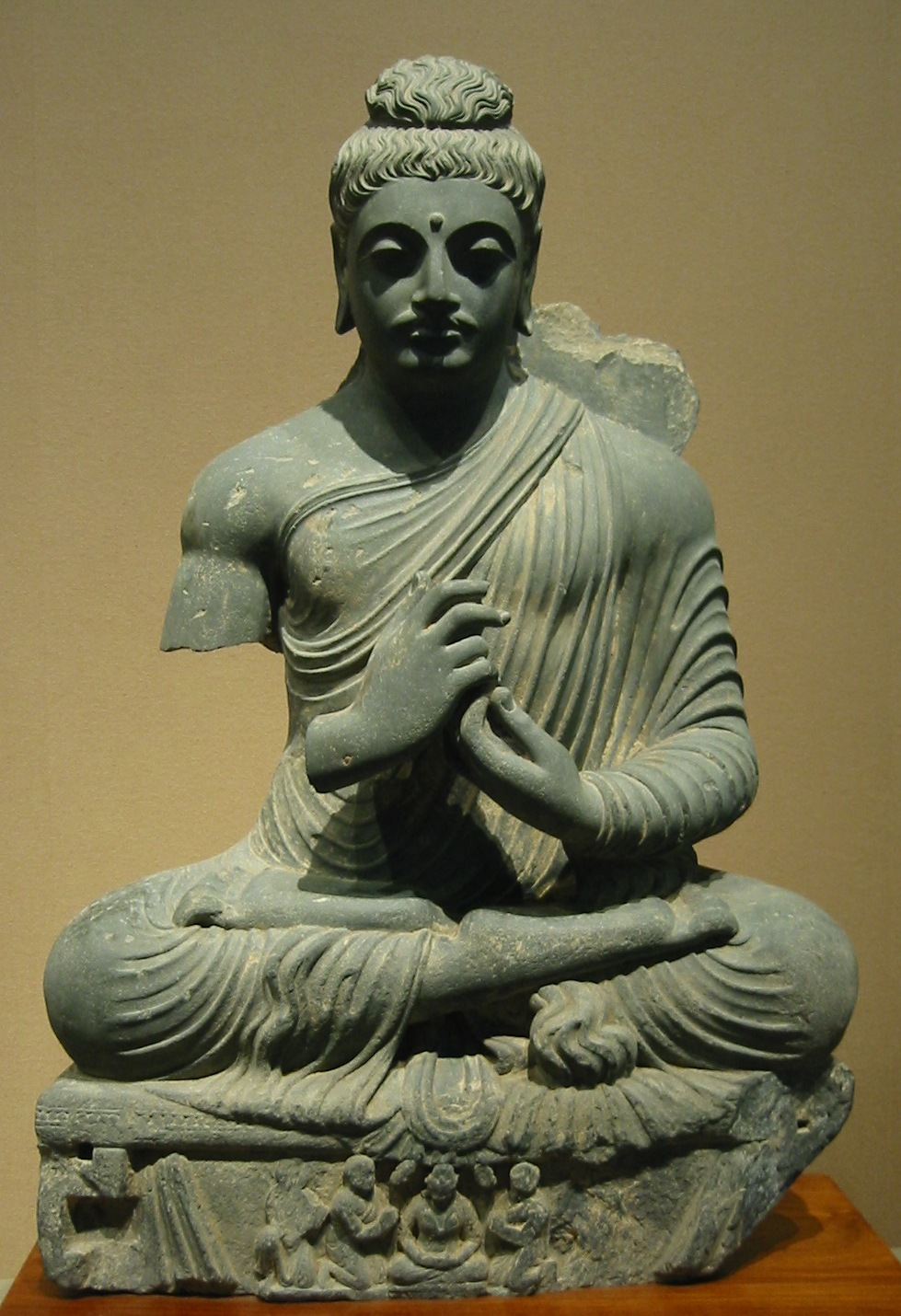
Phật ngồi, Gandhara, thế kỷ 1 - 2 CN.
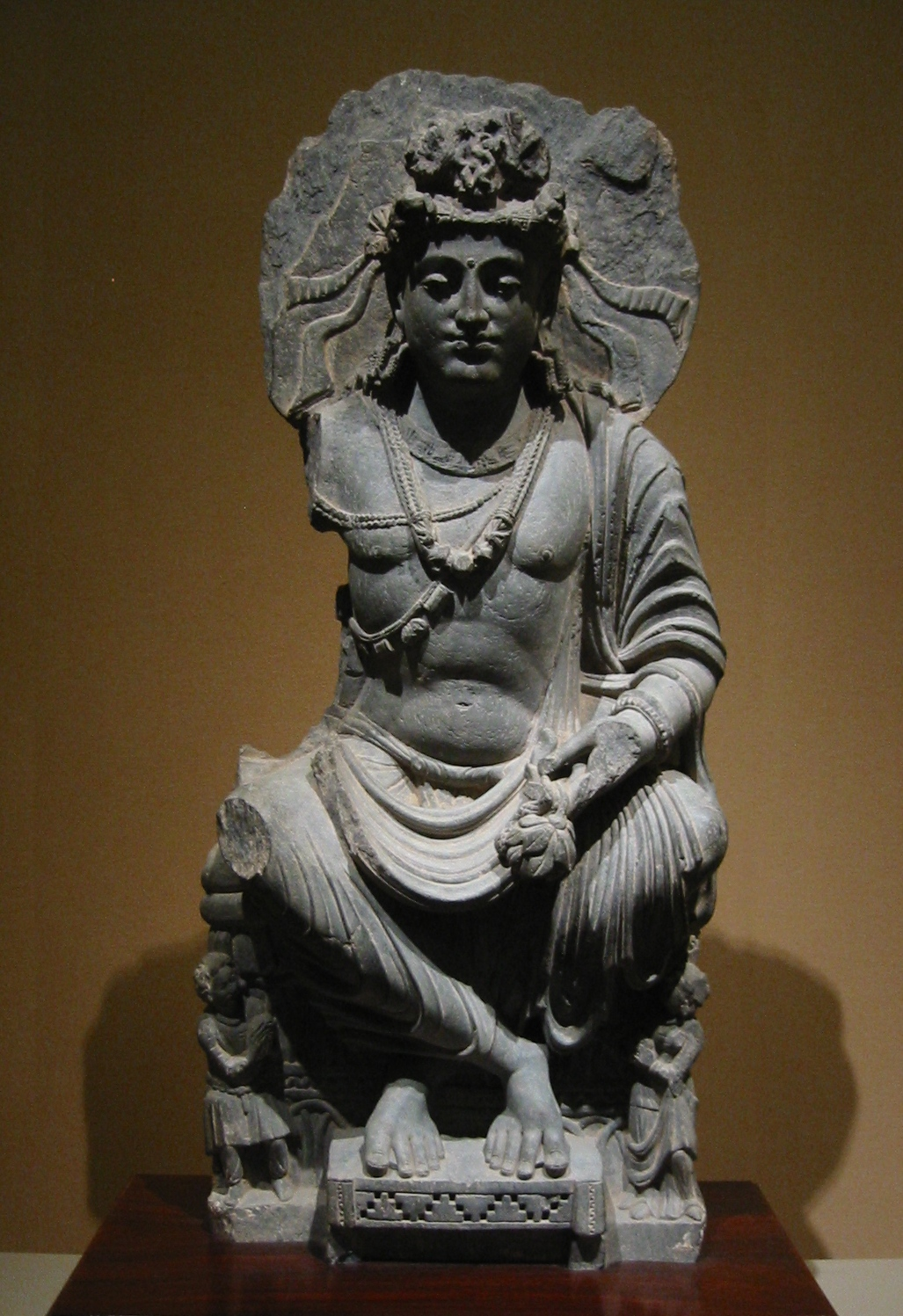
Di Lặc, ngồi trên ngai vàng theo kiểu phương Tây, với tín đồ Kushan. Gandhara thế kỷ thứ 2.
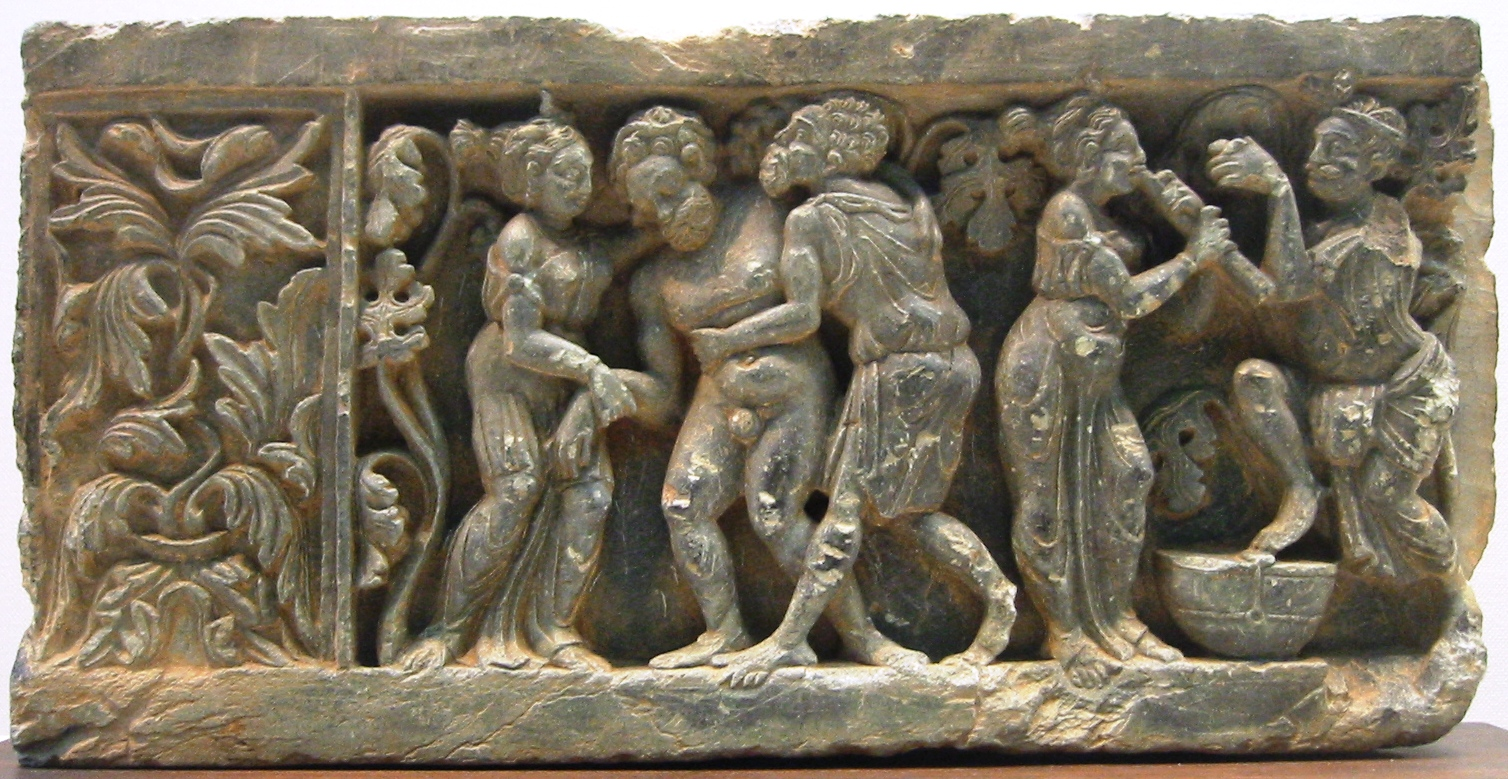
Cảnh Bacchanalian, đại diện cho việc thu hoạch nho làm rượu, nghệ thuật Phật giáo Greco của Gandhara, thế kỷ 1 - 2 CN.
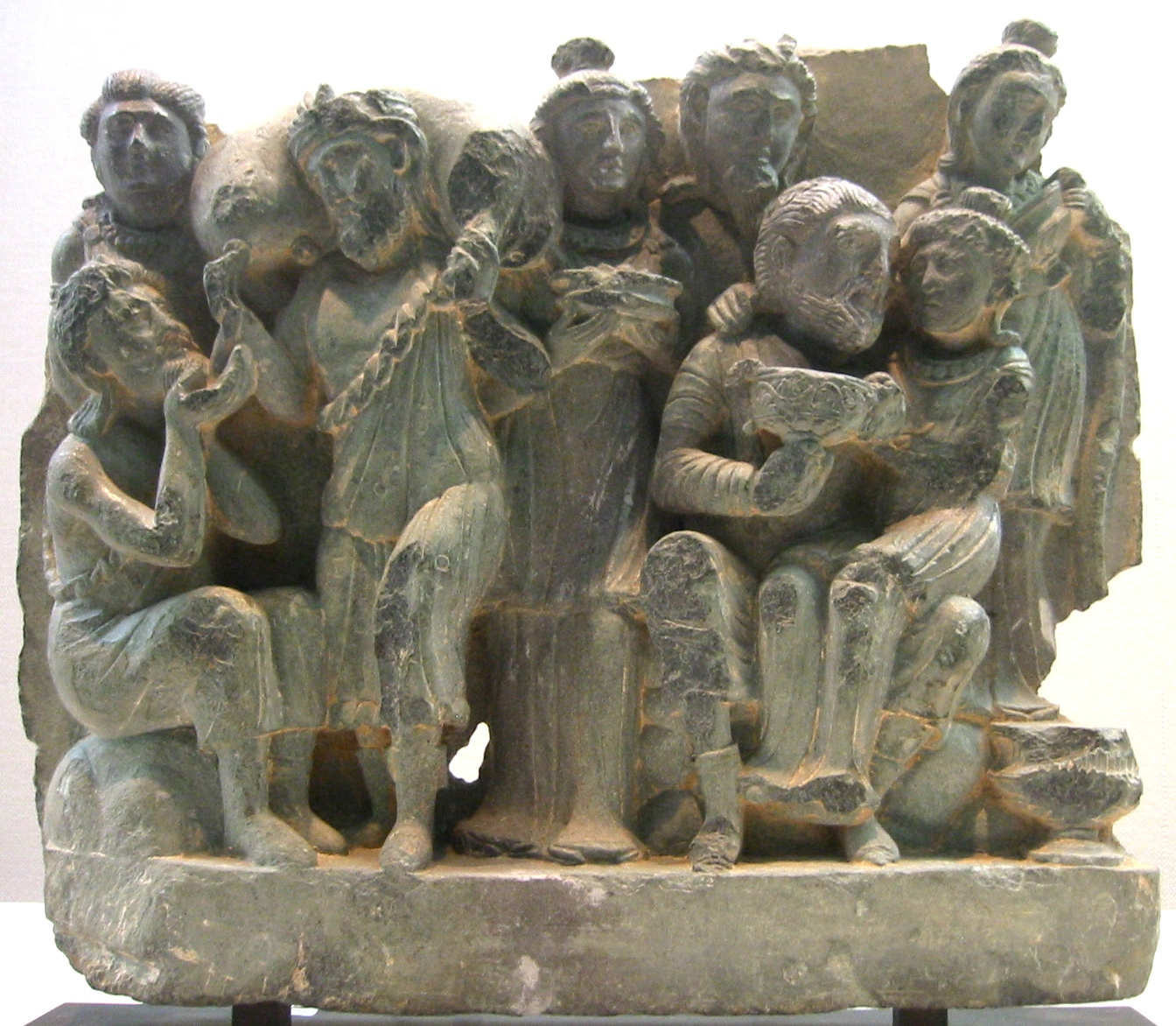
Cảnh uống rượu, cốc uống nước Hy Lạp, trang phục Hy Lạp. Nghệ thuật Phật giáo Greco của Gandhara. Thế kỷ thứ 3 CN.
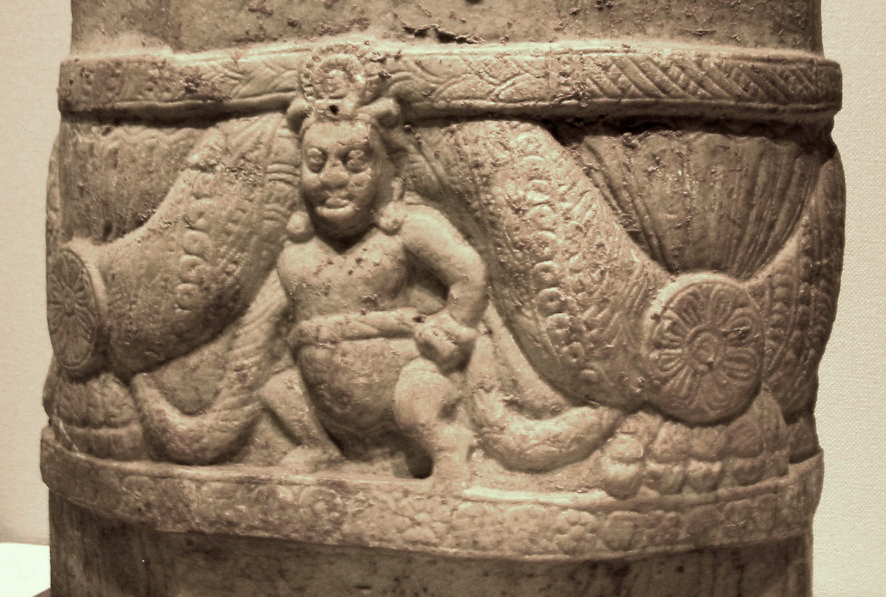
Cuộn giấy Hy Lạp được Dạ xoa của Ấn Độ hỗ trợ, Amaravati, thế kỷ thứ 3.
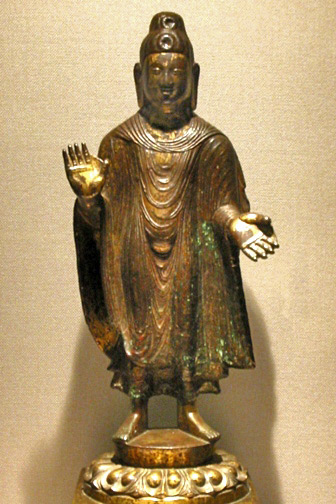
Tượng Phật Bắc Ngụy Maitreya, 443.
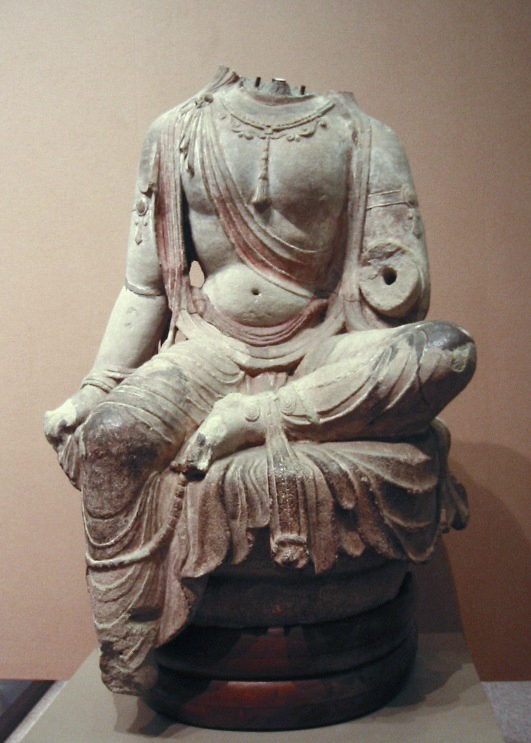
Bồ tát nhà Đường
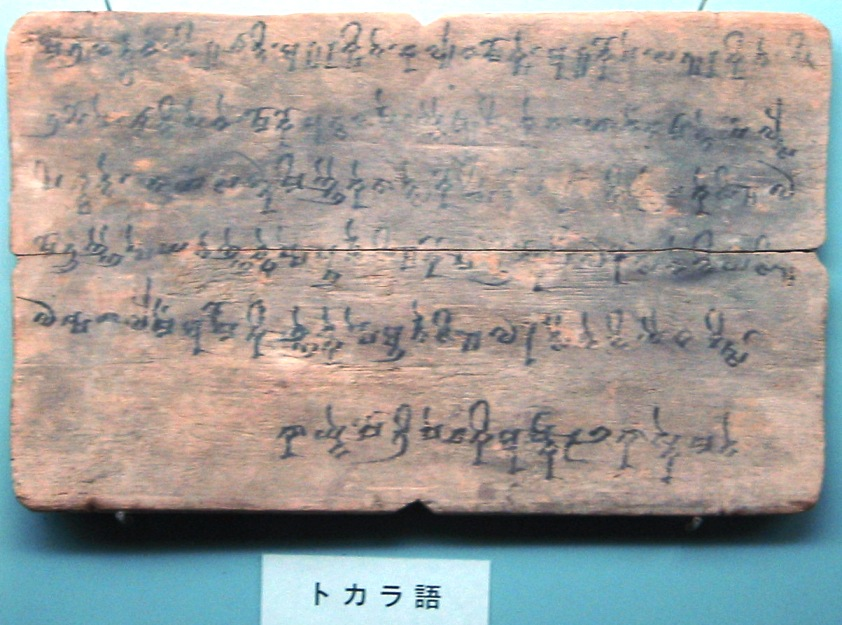
Đĩa gỗ với dòng chữ bằng tiếng Tocharian. Quy Từ, Trung Quốc, thế kỷ 5-8.
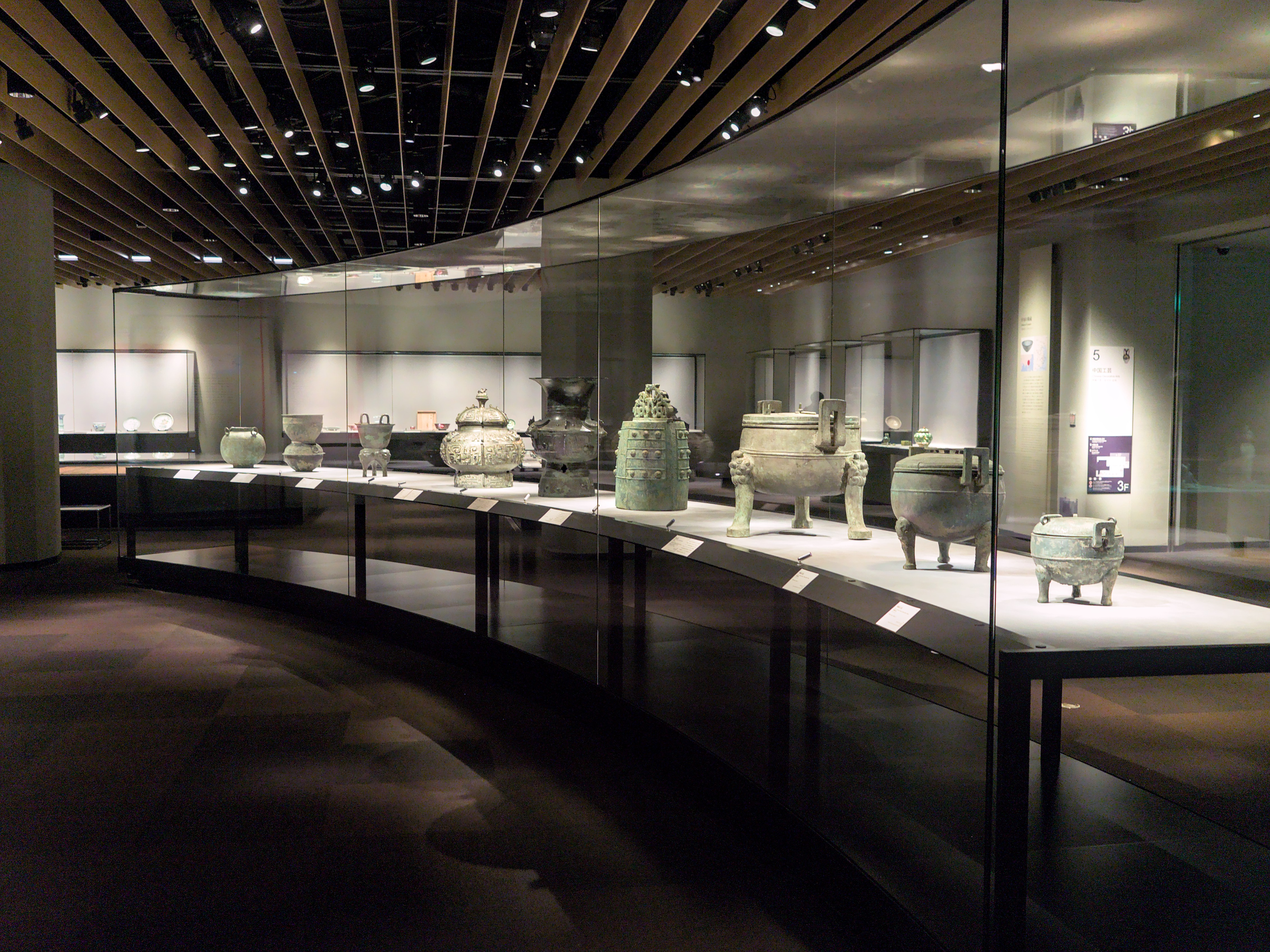
Bộ sưu tập đồ trang sức Trung Quốc của Toyokan

### Horyuji Homotsukan (Phòng trưng bày kho báu Horyuji)
Hōryū-ji Hōmotsukan (法隆寺宝物館, Phòng trưng bày kho báu Horyuji) là một tòa nhà hai tầng chứa bộ sưu tập di vật từ Chùa Horyu ở Nara. 319 món đồ đã được đền thờ trao cho Hoàng gia năm 1878, sau đó đưa vào Bảo tàng Quốc gia để lưu giữ và bảo quản an toàn.

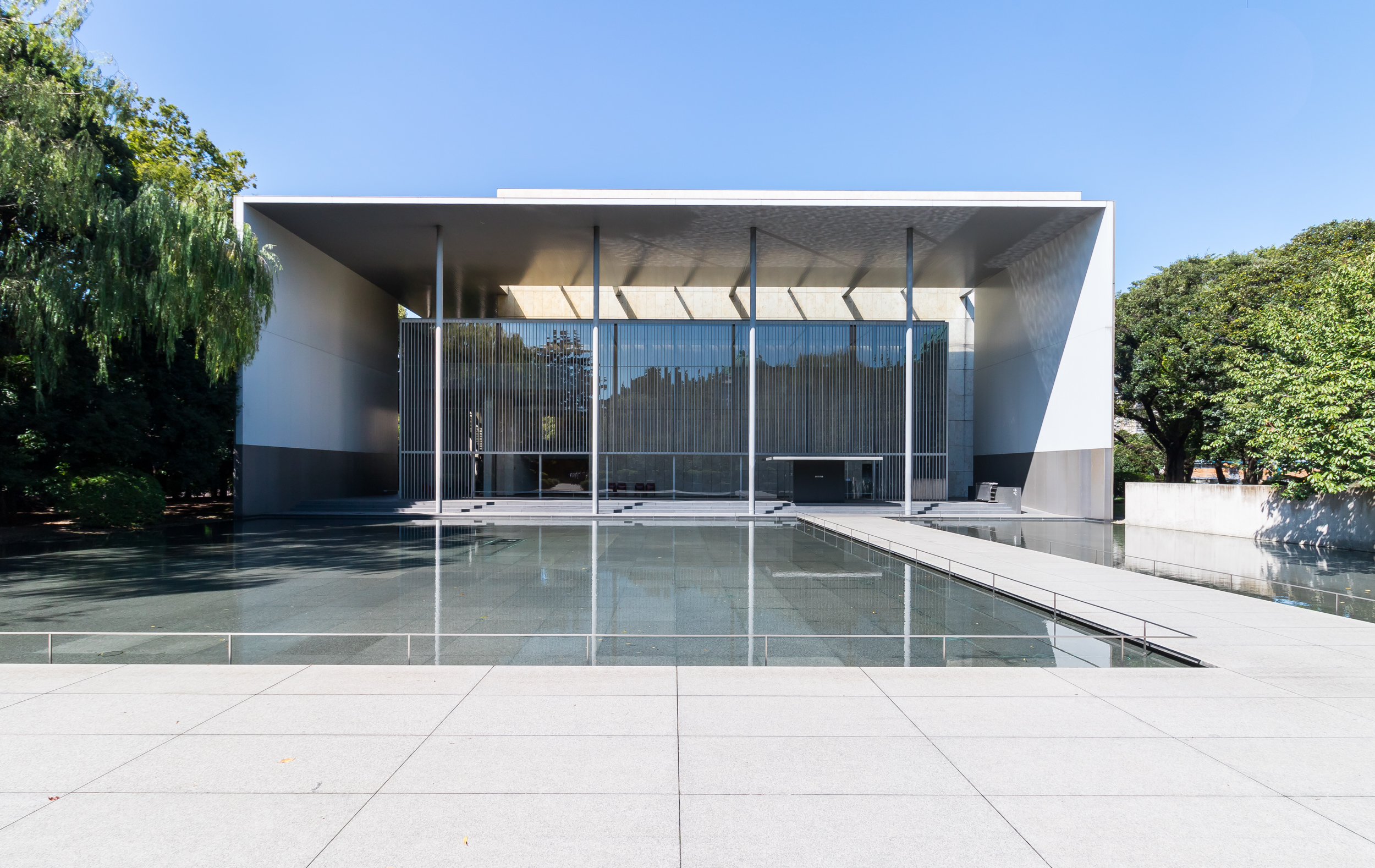
Phòng trưng bày kho báu Horyuji (2018)

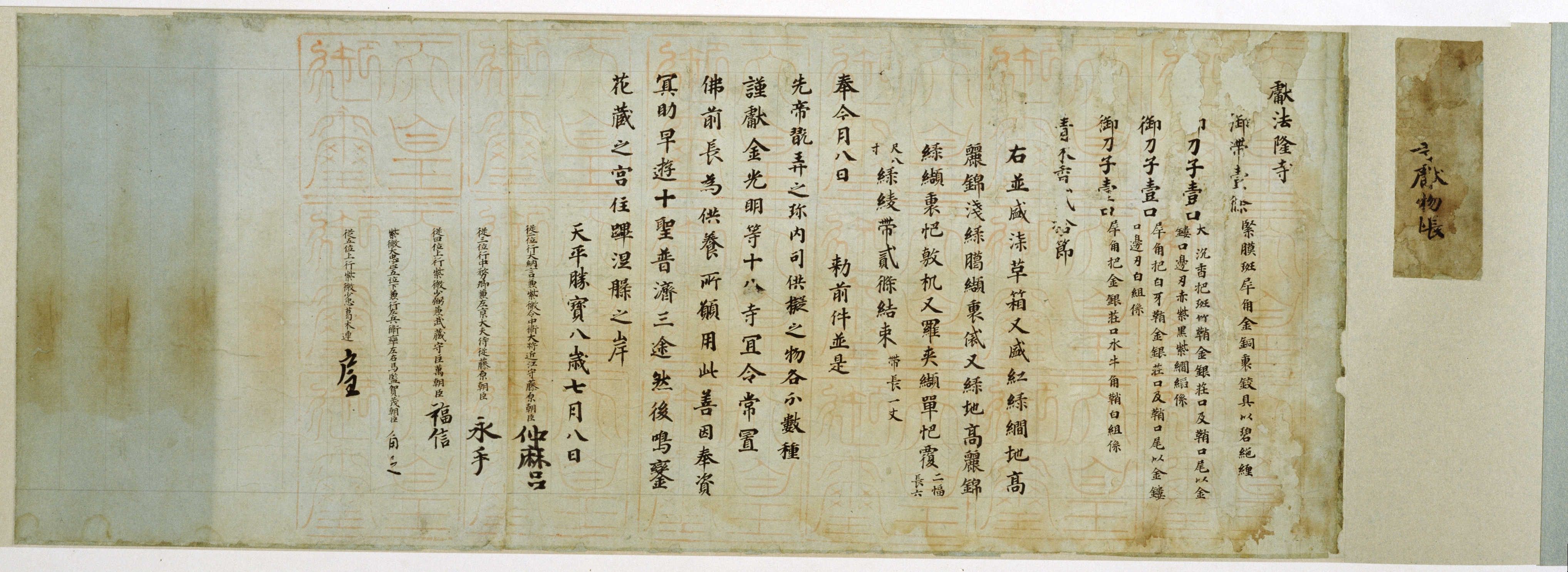
Một cuộn từ ngày 8 tháng 7 năm 756, ghi lại những món quà của Thiên hoàng Koken tặng cho Chùa Horyu

Tòa nhà do Taniguchi Yoshio thiết kế và mở cửa năm 1999.
| Tầng | Phòng | Tên                                                         |
| ---- | ----- | ----------------------------------------------------------- |
| 1    | 1     | Biểu ngữ cho Lễ Kanjo                                       |
| 1    | 2     | Tượng Phật đồng mạ vàng, Halos, Repoussé Hình ảnh Phật giáo |
| 1    | 3     | Mặt nạ Gigaku                                               |
| 2    | 4     | Tác phẩm sơn mài và bằng gỗ                                 |
| 2    | 5     | Đồ kim loại                                                 |
| 2    | 6     | Tranh, Thư pháp và Hàng dệt                                 |

Một gác lửng giữa hai tầng có Phòng Tham khảo với kho lưu trữ kỹ thuật số của các kho báu, cho phép du khách xem toàn bộ bộ sưu tập với lời giải thích bằng tiếng Nhật, tiếng Hàn, tiếng Trung, tiếng Anh, tiếng Pháp và tiếng Đức. Có một nhà hàng ở tầng một.

### Hyokeikan
Hyōkeikan (表慶館, Phòng trưng bày lời chúc mừng) không mở cửa cho công chúng trừ các cuộc triển lãm đặc biệt.

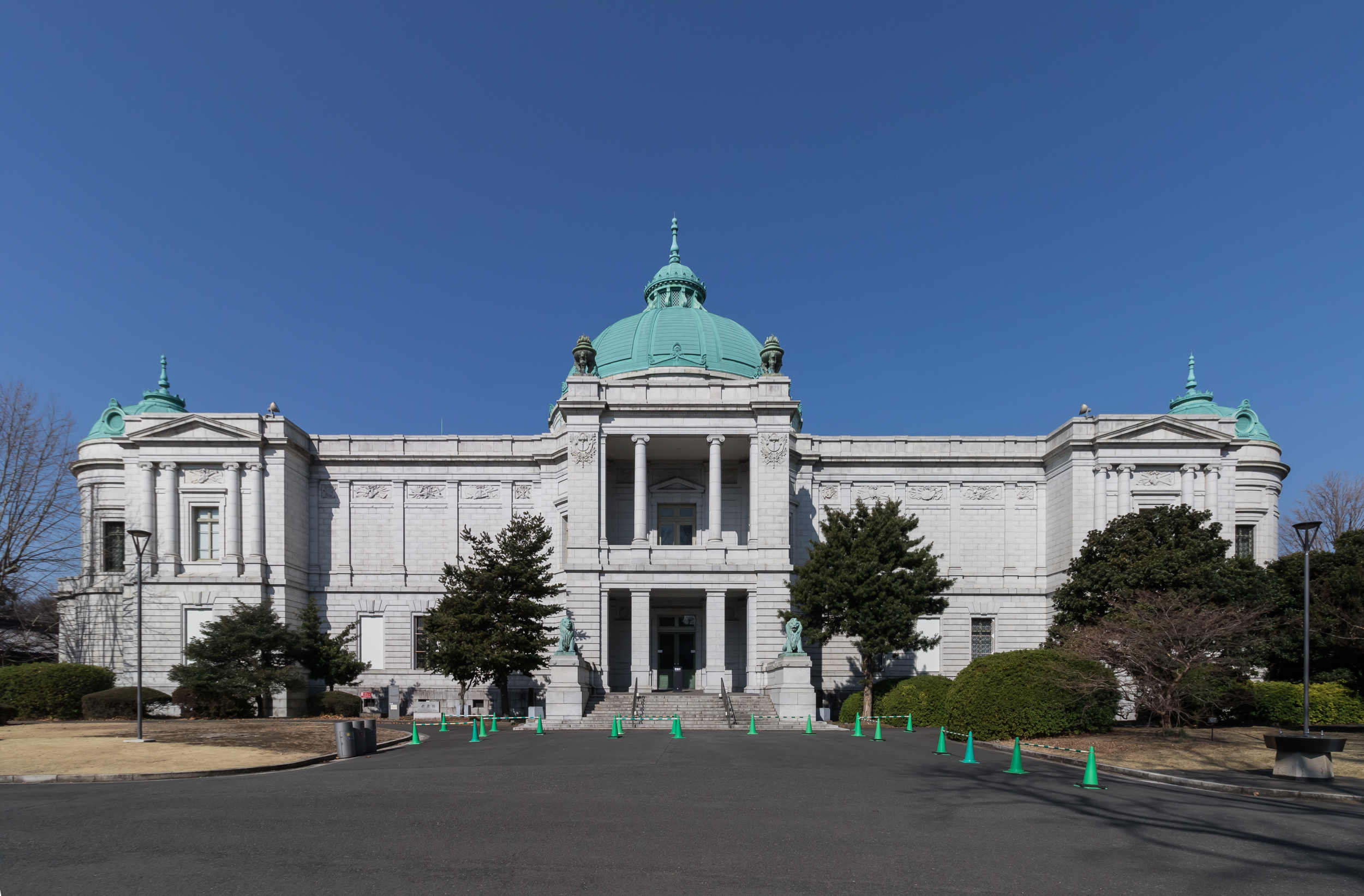
Hyokeikan (2019)

Hyokeikan lần đầu mở cửa vào năm 1909. Tên của nó phản ánh việc xây dựng để vinh danh đám cưới của Thái tử Yoshihito và Sadako Kujo (sau này là Hoàng đế Taisho và Hoàng hậu Teimei) ngày 10 tháng 5 năm 1900. Là một ví dụ về kiến trúc chịu ảnh hưởng của phương Tây vào cuối Thời Minh Trị, nó đã được chỉ định là Tài sản Văn hóa Quan trọng vào năm 1978.

### Kuroda Kinenkan (Phòng tưởng niệm Kuroda)
Phòng tưởng niệm Kuroda (黒田記念館 Kuroda Kinenkan) nắm giữ một bộ sưu tập các tác phẩm của nghệ sĩ quan trọng theo phong cách phương Tây (yōga ) Kuroda Seiki. Bộ sưu tập của nó hiện bao gồm 126 bức tranh sơn dầu và 170 bức vẽ, cũng như sách phác thảo, thư, ...Nằm về phía tây bắc của khu bảo tàng chính, bảo tàng mở cửa miễn phí và có giờ hoạt động riêng (9:30 sáng – 5:00 chiều, với lượt vào cửa cuối cùng lúc 4:30).

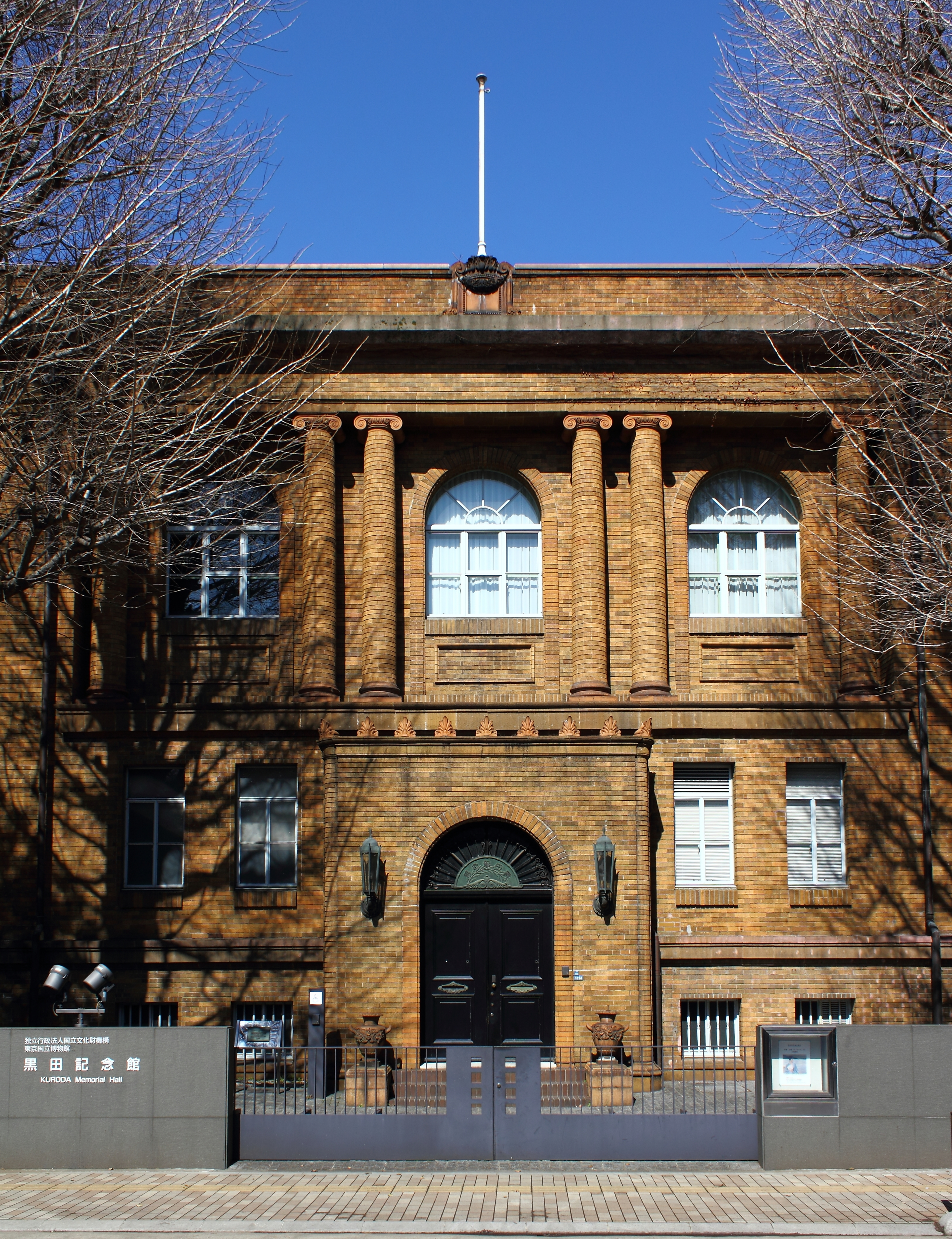
Phòng tưởng niệm Kuroda

Triển lãm ở tầng 2 gồm 4 phòng: Phòng tưởng niệm Kuroda, Phòng đọc, Phòng nghe nhìn và Phòng trưng bày Bộ sưu tập. Ngoài ra còn có một quán cà phê ở tầng một và tầng hai.

Self-portrait in a Turkish Hat (1889)
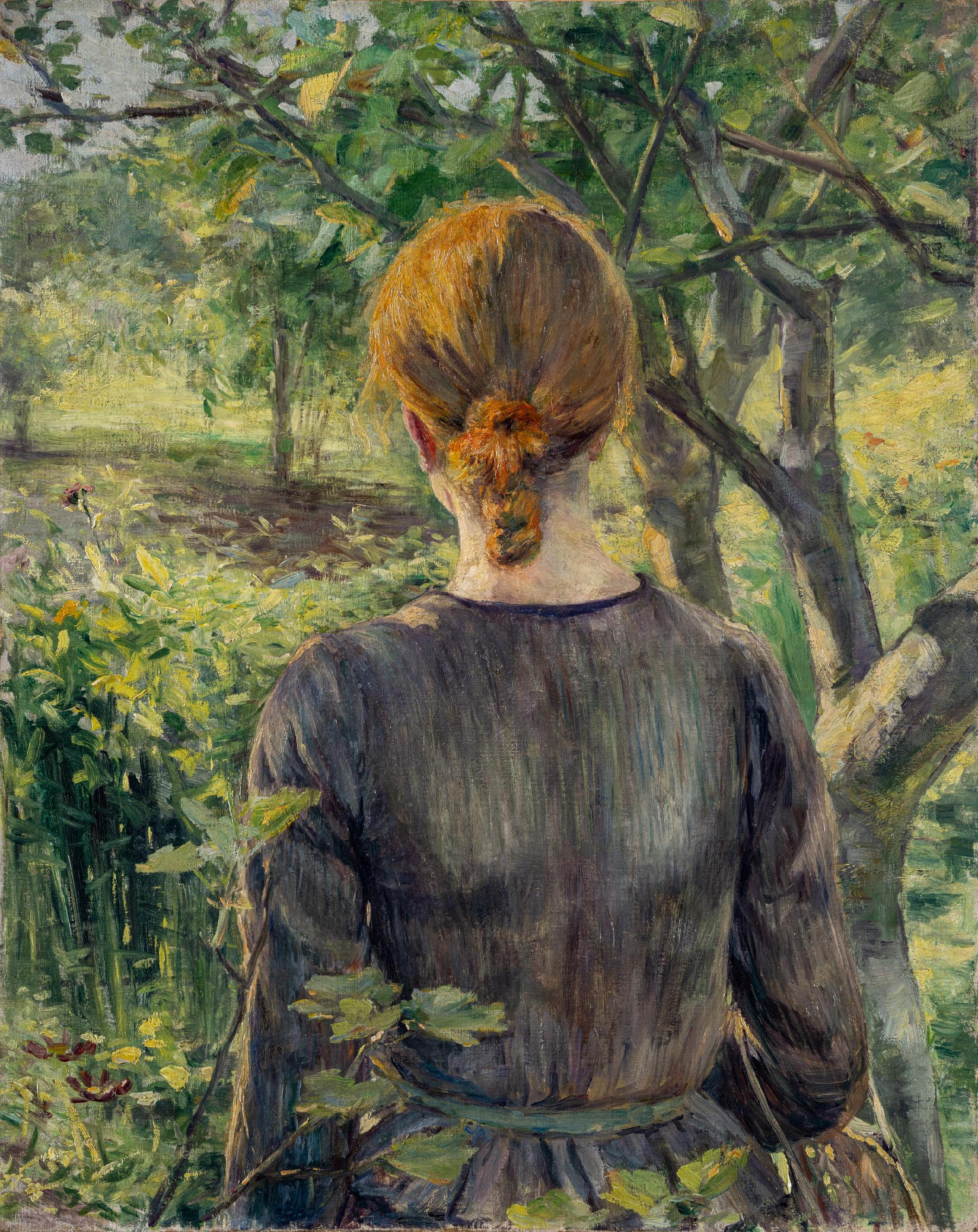
Girl with Red Hair (1892)
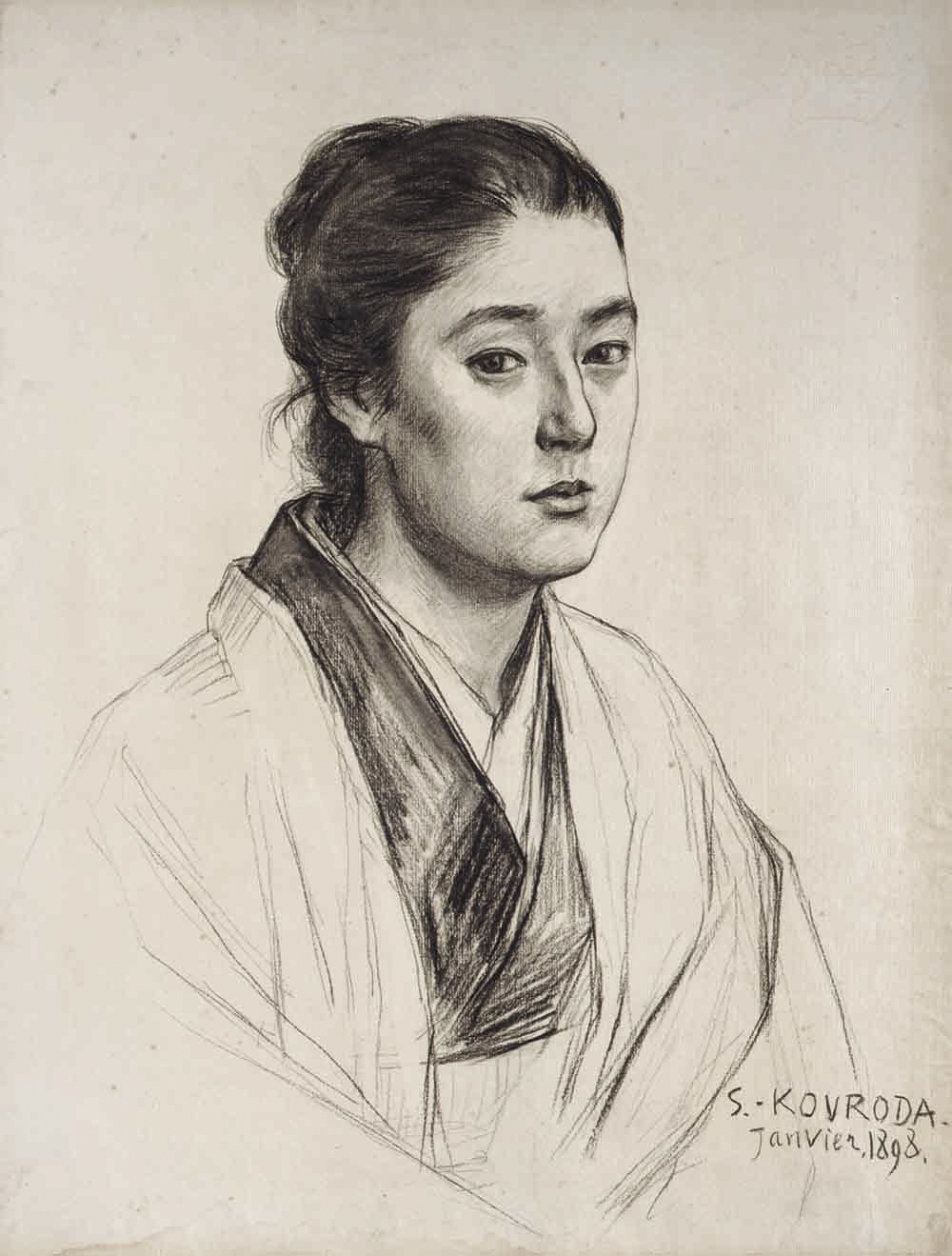
Portrait of a Woman (1898)
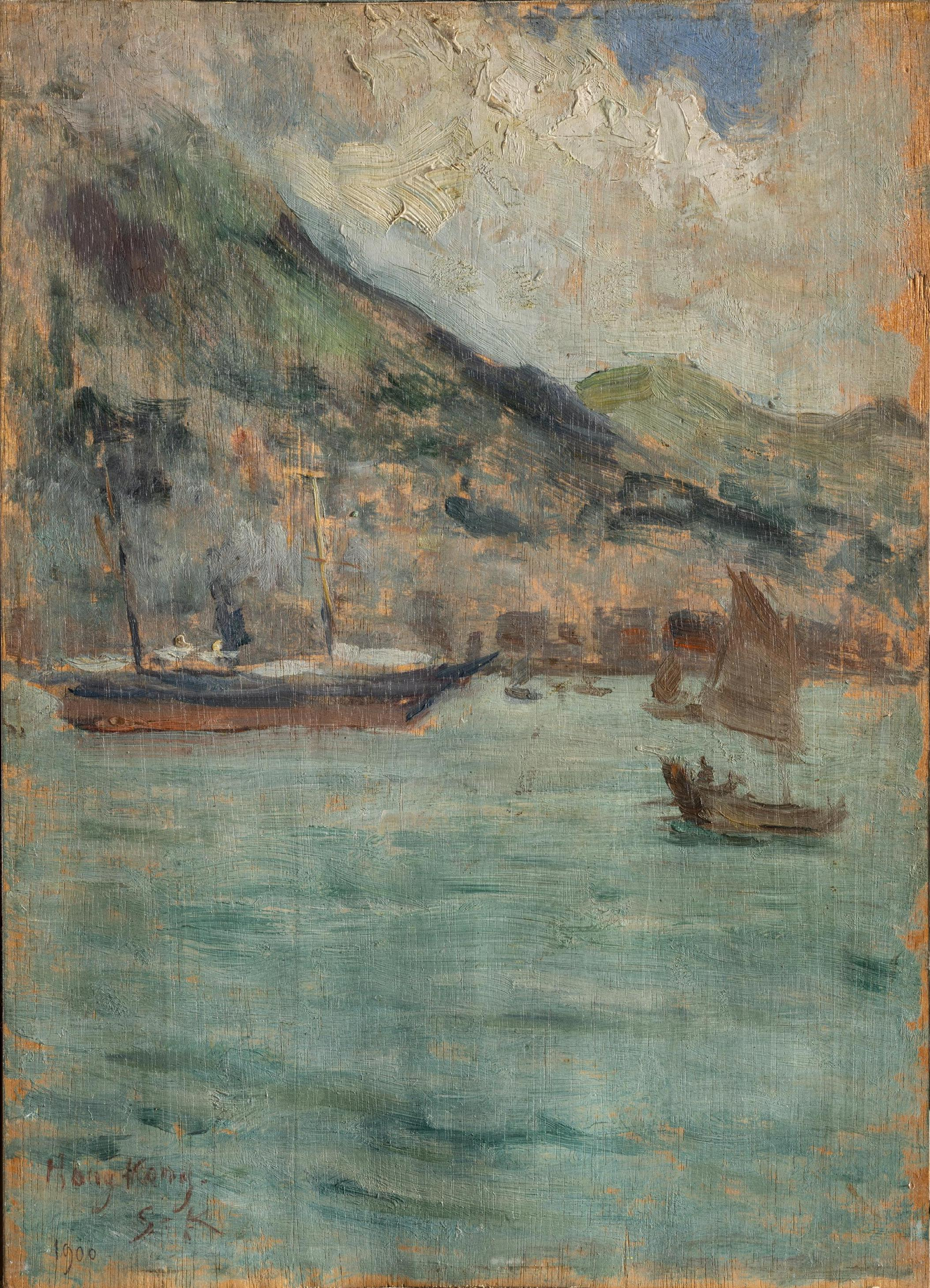
Hong Kong (1900)
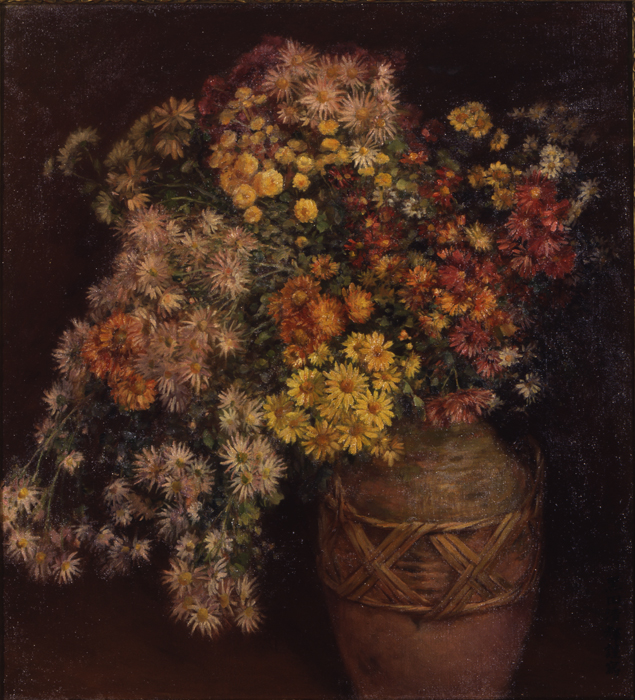
Jar of Flowers (1912)

### Shiryokan (Trung tâm nghiên cứu và thông tin)
Shiryōkan (資料館, Trung tâm nghiên cứu và thông tin) lưu trữ sách, tạp chí, hình ảnh và các tài liệu khác liên quan đến lịch sử, khảo cổ học và mỹ thuật ứng dụng ở Nhật Bản, Châu Á và Trung Đông.
Trung tâm Nghiên cứu và Thông tin thành lập năm 1984. Tầng mở cửa cho công chúng bao gồm hai phòng đọc, khu vực triển lãm và quầy yêu cầu các vật phẩm được lưu trữ trong kho lưu trữ ở các tầng khác. Du khách có thể vào cửa miễn phí mà không cần vào cửa còn lại của bảo tàng qua cổng phía tây khu phức hợp.

## Trích dẫn
1. ↑  2017 TEA-AECOM Museum Index, published May 2018
2. ↑  "『国立文化財機構概要 2019』 p.7 - p.8" (PDF). Bản gốc (PDF) lưu trữ ngày 21 tháng 2 năm 2020. Truy cập ngày 8 tháng 8 năm 2020.
3. ↑  Nussbaum, Louis-Frédéric (2005), "Museums", Japan Encyclopedia, tr. 671–673.
4. 1 2 3  TNM (2019), Yushima Seido Exposition.
5. 1 2 3 4  "Outline of the Independent Administrative Institutions National Museum 2005" (PDF). IAI National Museum Secretariat. 2005. tr. 9. Bản gốc (PDF) lưu trữ ngày 26 tháng 2 năm 2009.
6. ↑  TNM (2019), The Jinshin Survey: Research of Cultural Properties.
7. 1 2 3 4 5  TNM (2019), The World's Fair in Viena: The Origin of the Japanese Modern Museum.
8. 1 2 3 4  TNM (2019), Ueno Museum: The Original Honkan.
9. ↑  Sutherland & al. (1995), tr. 6.
10. ↑  Tseng (2004), tr. 475.
11. ↑  TNM (2019), Shojakukan and Asakusa Bunko: Foundation of the Museum Library.
12. 1 2 3  TNM (2019), Honkan.
13. ↑  TNM (2019), Construction of the New Honkan: The Museum during World War II.
14. ↑  TNM (2019), Heiseikan Floor Map.
15. ↑  Imamura (1996), 44–46.
16. 1 2 3  TNM (2019), Toyokan Floor Map.
17. 1 2 3 4  TNM (2019), The Gallery of Horyuji Treasures Floor Map.
18. 1 2 3  TNM (2019), Hyokeikan Floor Map
19. ↑  Guide Map (Bản đồ). Tokyo National Museum. 2015.
20. ↑  東京文化財研究所黒田記念館本館 [Main Building, Kuroda Memorial Hall, Tokyo Research Institute for Cultural Properties] (bằng tiếng Nhật). Agency for Cultural Affairs. Bản gốc lưu trữ ngày 23 tháng 12 năm 2019. Truy cập ngày 10 tháng 9 năm 2015.
21. ↑  "Kuroda Memorial Hall". Tokyo National Museum. Truy cập ngày 10 tháng 9 năm 2015.
22. 1 2  TNM (2019), Kuroda Memorial Hall Floor Map.
23. 1 2 3  TNM (2019), Research and Information Center Floor Map.